# Operações militares no golpe de 1964

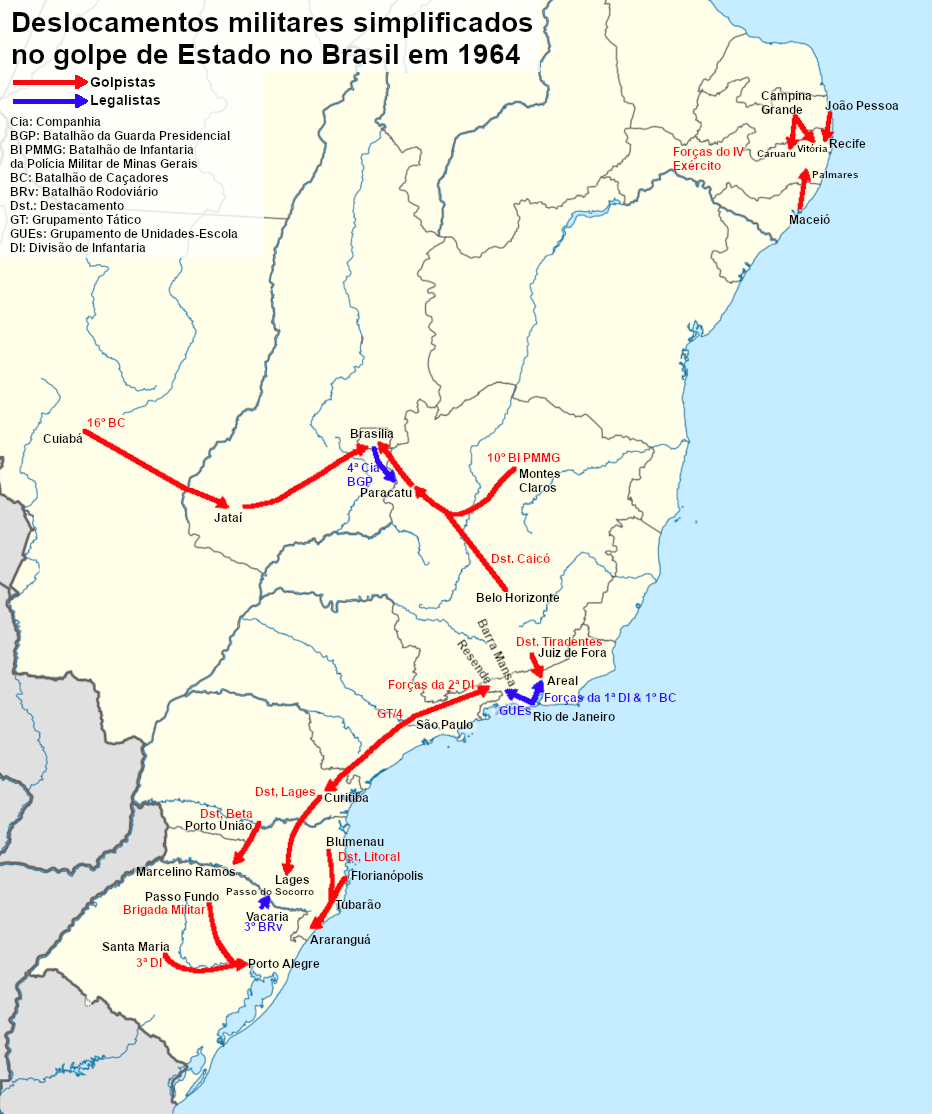
Mapa simplificado dos deslocamentos

Nas operações militares no golpe de Estado no Brasil em 1964 parte das Forças Armadas e Polícia Militar, associadas a governadores e outros elementos civis, entrou no dia 31 de março de 1964 em rebelião contra o governo de João Goulart, ao qual permaneceram leais os militares legalistas. Legalistas e rebelados moveram-se uns contra os outros, cruzando várias divisas estaduais e em vários momentos chegando à iminência de choque, o que não chegou a ocorrer. Também houve medidas repressivas, como prisões políticas, ocupação de espaços públicos e dispersão de manifestações, e de mobilização, como a requisição de combustíveis e veículos e a convocação de voluntários. O governo caiu e a resistência militar legalista terminou em 2 de abril.
A rebelião iniciou em 31 de março com a 4ª Região Militar/Divisão de Infantaria (RM/DI) em Minas Gerais, avançando na direção do Rio de Janeiro, principal alvo dos rebeldes, como parte de sua Operação Popeye. Ali estava sediado o I Exército, que reagiu. À noite o Destacamento Tiradentes, enviado pela 4ª RM/DI, defrontou o 1º Batalhão de Caçadores (BC) na fronteira; o batalhão acabou recuando. Ao final da noite o II Exército, em São Paulo, aderiu ao golpe e iniciou seu próprio avanço ao Rio pelo Vale do Paraíba. A Academia Militar das Agulhas Negras (AMAN), no meio do caminho, passou para seu lado. Na manhã de 1º de abril os cadetes da AMAN tomaram posições defensivas na estrada, enquanto o 1º Regimento de Infantaria (RI) enviado pelo I Exército contra o Destacamento Tiradentes aderiu a ele. Ao chegar a tarde os legalistas tinham posições contra a AMAN com o Grupamento de Unidades-Escola (GUEs) em Barra Mansa e contra o Destacamento Tiradentes com o 2º RI em Areal. O conflito foi interrompido para negociações, e a resistência legalista no I Exército terminou com sua rendição às 18:00. Enquanto isso, no Rio, onde até então a maior parte da guarnição não estava rebelada, os golpistas assumiram o Ministério da Guerra, responsável pelo Exército.
A partir de Brasília a 4ª Companhia do Batalhão da Guarda Presidencial, em tese legalista, seguiu em 1º de abril de à fronteira Goiás—Minas Gerais. Em resposta o 10º Batalhão da Polícia Militar de Minas Gerais deslocou-se a Paracatu. A companhia acabou recuando. O Comando Militar de Brasília, cuja lealdade estava em questão, deu cobertura à declaração de vacância do mandato de Goulart pelo Congresso. Convergiram à capital o 16º BC, de Mato Grosso, e o Destacamento Caicó de Minas Gerais. No Nordeste o IV Exército aderiu ao golpe em 1º de abril sem resistência militar e depôs Miguel Arraes, governador de Pernambuco. No Sul os legalistas conseguiram controlar o comando do III Exército em Porto Alegre, mas ao longo de 1–2 de abril perderam a 5ª RM/DI (Paraná e Santa Catarina) e a maior parte do interior do Rio Grande do Sul. As divisões rebeladas uniram-se no III Exército Revolucionário, que, reforçado pelo restante do país, planejava uma ofensiva, mas Goulart pôs fim à resistência em 2 de abril. A Operação Brother Sam, montada pelos Estados Unidos para dar apoio logístico ao golpe, resultou em movimentos navais a partir de 1º de abril, mas foi suspensa muito antes de chegar ao Brasil.
Os legalistas a princípio tinham superioridade de forças. A timidez da resposta armada do governo e o descontentamento do oficialato levaram a sucessivas adesões de comandos. A deterioração da situação militar do presidente estava entre os principais motivos de suas saídas do Rio de Janeiro a Brasília, Porto Alegre e o interior gaúcho, de onde foi ao exílio. A guerra civil não chegou a ocorrer, e a violência ocorrida foi na repressão política.

## O Exército Brasileiro na década de 1960

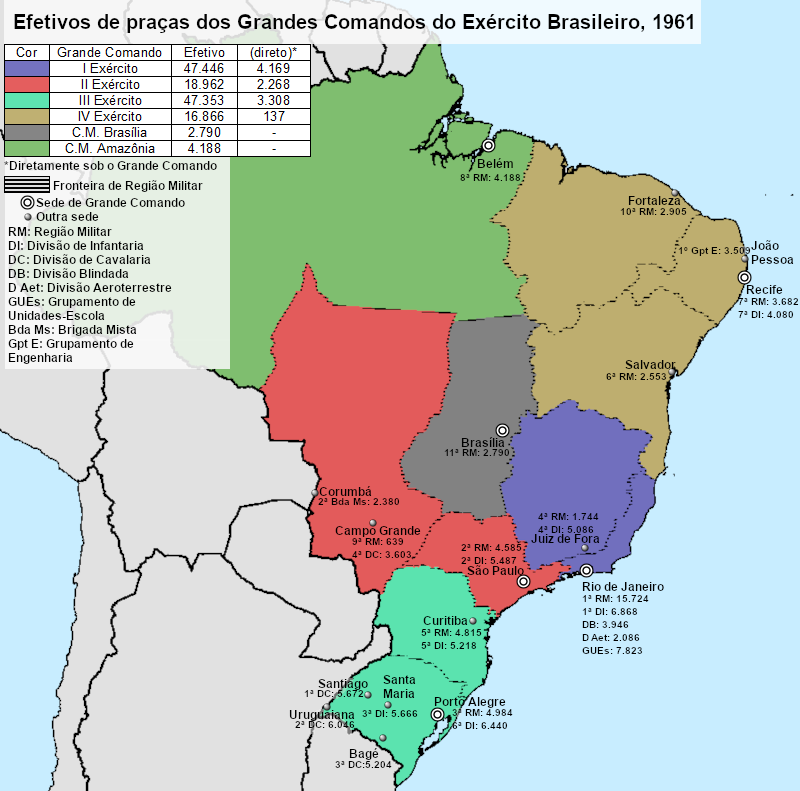
Distribuição dos efetivos em 1961

O Exército dividia o território nacional em seis grandes comandos de área, quatro Exércitos e dois Comandos Militares de Área, abaixo dos quais ele era subdividido em onze Regiões Militares (RMs), com encargos administrativos e territoriais. As grandes unidades básicas, paralelas às RMs e também subordinadas aos grandes comandos, eram as divisões, podendo ser de Infantaria (DI), Cavalaria (DC), Blindada (DB) e Aeroterrestre (D Aet). Havia também uma brigada mista e um Grupamento de Unidades-Escola. Três regiões militares tinham comandos unificados aos de DIs — a 4ª, 5ª e 7ª RM/DIs.
A DI agrupava sua infantaria numa Infantaria Divisionária (ID), e artilharia numa Artilharia Divisionária (AD). Ela tinha Regimentos de Infantaria (RIs), teoricamente com três batalhões cada, na prática com um ou dois, e um Regimento de Obuses de 105 mm (RO 105). Outros tipos de unidades nesses escalões eram o Batalhão de Caçadores (BC), pertencente à infantaria mas independente, Grupo de Obuses (GO) independente, Batalhão de Engenharia de Combate (BE Cmb), Batalhão de Carros de Combate (BCC), Batalhão de Carros de Combate Leves (BCCL), Batalhão de Infantaria Blindada (BIB), Regimento de Cavalaria (RC) hipomóvel (a cavalo), Regimento de Cavalaria Motorizada (RCM) e Regimento de Reconhecimento Mecanizado (R Rec Mec), com blindados leves. As unidades de Reconhecimento Mecanizado também existiam de forma independente como esquadrões (Esqd Rec Mec), equivalentes às companhias.

## Natureza das operações militares

### Importância para o desfecho

Dimensão policial das operações: revistas de automóveis de estudantes

Em 1961 a posse de João Goulart na Presidência da República foi alvo de um golpe militar impedido pela Campanha da Legalidade. Desde então havia várias articulações contra seu poder, desde esforços de desestabilização até conspirações propriamente ditas para sua deposição. Goulart procurou evitá-las montando um dispositivo militar de oficiais legalistas nos comandos importantes, além de, na base da hierarquia militar, esperar o apoio dos movimentos de praças.
O processo conspiratório envolveu tanto militares quanto civis, como integrantes do Instituto de Pesquisas e Estudos Sociais, e a desestabilização prévia foi importante para seu sucesso, mas a concretização final veio pela iniciativa militar. Aspectos militares como efetivos e poder de fogo eram importantes nos planos dos conspiradores, pois eles previam um confronto militar de possivelmente vários meses contra os legalistas. O início do golpe de Estado foi militar, com a revolta em Minas Gerais do general Olímpio Mourão Filho em 31 de março de 1964.
Em seguida, a timidez da resposta militar de Goulart e seus aliados foi um dos principais motivos de sua queda. A deterioração da situação militar do presidente, com o avanço das forças inimigas, motivou então sucessivas saídas, do Rio de Janeiro para Brasília, de Brasília a Porto Alegre e de Porto Alegre a São Borja. Neste último caso, em 2 de abril, dispensou seus últimos subordinados ainda dispostos à resistência, pondo fim ao conflito. Ele não queria a guerra civil e pesou a força da coalizão civil e militar disposta contra ele, com apoio estrangeiro — os Estados Unidos estavam do lado de seus oponentes internos. Os conspiradores brasileiros mantinham contato com o governo americano, que pretendia fornecer apoio logístico através da Operação Brother Sam. A saída final de Goulart do interior gaúcho ao exílio no Uruguai ocorreu sob rumores de que o regimento local estava à sua procura.
Tropas adversárias encontraram-se fisicamente e estiveram prontas para um primeiro tiro que nunca veio: a guerra acabou não ocorrendo. Elio Gaspari contabiliza sete mortos, todos eles civis. O aspecto combativo foi pífio, mas o processo não foi asséptico. Houve violência e arbitrariedade a partir do início nas ações repressivas, com prisões sem mandato, interrogatórios violentos e tortura. Ao mesmo tempo que foi violento, ele teve também apoio de parte da sociedade.

### Fatores no decurso

Barreira numa rua

Por doze horas após seus telefonemas iniciais às 05:00 de 31 de março, o general Mourão Filho não teve adesões significativas de tropas de fora de Minas Gerais. O dispositivo militar governista mantinha-se forte pela inércia. Em seguida não houve união imediata, mas adesões graduais, em cadeia. Entre a oficialidade média a adesão foi maciça. Os governistas recalcitrantes acabaram desistindo do combate. Os golpistas a princípio estavam em inferioridade militar, vencendo através da falta de ação do governo, descontentamento generalizado entre os oficiais, incluindo antigos governistas, e desejo de preservar a unidade militar.
As adesões ocorreriam a quem estivesse ganhando, avolumando-se para o lado dos revoltosos. Alguns descontentes só aderiram quando a vitória era clara e muitos governistas aderiram para preservar suas carreiras. Para Elio Gaspari, os comandantes do dispositivo afastaram Goulart do Brasil para salvar as próprias dragonas. Integrar oponentes através da adesão fazia parte da estratégia dos revoltosos. Para Castelo Branco, era importante ainda que as forças marchassem coesas. Coronéis deveriam levar seus generais junto do movimento, ainda que por “persuasão insistente”. Caso contrário, a hierarquia militar estaria subvertida e as feridas durariam anos, como após a Revolução de 1930. A preocupação com a coesão foi importante também após a queda do governo.
Segundo Assis Brasil, em 31 de março Goulart instruiu Âncora e Anísio Botelho que não queria derramamento de sangue. A estratégia do governo seria demonstrar sua superioridade sem o combate. Na frente mineira as ordens foram apenas para impedir a progressão da tropa inimiga. “Aos civis que lhe pediam armas, dizia que não daria armas a quem não sabia utilizá-las, e aos militares que queriam agir, ele pedia calma, pois, a seu ver, ainda não havia chegado o momento”. Segundo Edmar Morel, “No Rio a guerra era outra: batalha oratória pelo microfone da Rádio Nacional. Atacar o Palácio da Guanabara, colocar os carros blindados nas ruas e os aviões nos céus, movimentar a Esquadra, enfim, fazer funcionar o dispositivo militar, isto ninguém fez.” Os movimentos de praças, como os sargentos, ficaram à sua disposição mas não receberam ordens. No Exército em especial os sargentos foram leais a seus comandantes. Praças fizeram vários esforços isolados contra o golpe, não impedindo seu sucesso.
Em 31 de março o governo considerava a Marinha e Força Aérea paralisadas pelos marinheiros e sargentos, e assim, não representando ameaças. A 3ª Zona Aérea do brigadeiro Francisco Teixeira tinha na Base Aérea de Santa Cruz uma frota de caças potencialmente decisiva para as operações militares no Sudeste, mas Goulart não quis usá-la. O Corpo de Fuzileiros Navais, do almirante Cândido Aragão, fez algumas operações e pesava em favor do governo no Rio de Janeiro; também não foi plenamente usado por Goulart.
A força militar estadual consistia nas Polícias Militares (PMs). Elas eram relevantes por sua localização estratégica nas áreas urbanas e seu treinamento para lidar com civis. A PM de Minas Gerais em especial participou do golpe junto ao Exército como força militar convencional.
Muitos militares de baixa patente saíram para lutar sem ser informados pelos superiores sobre quem enfrentariam.

### Geografia dos objetivos militares

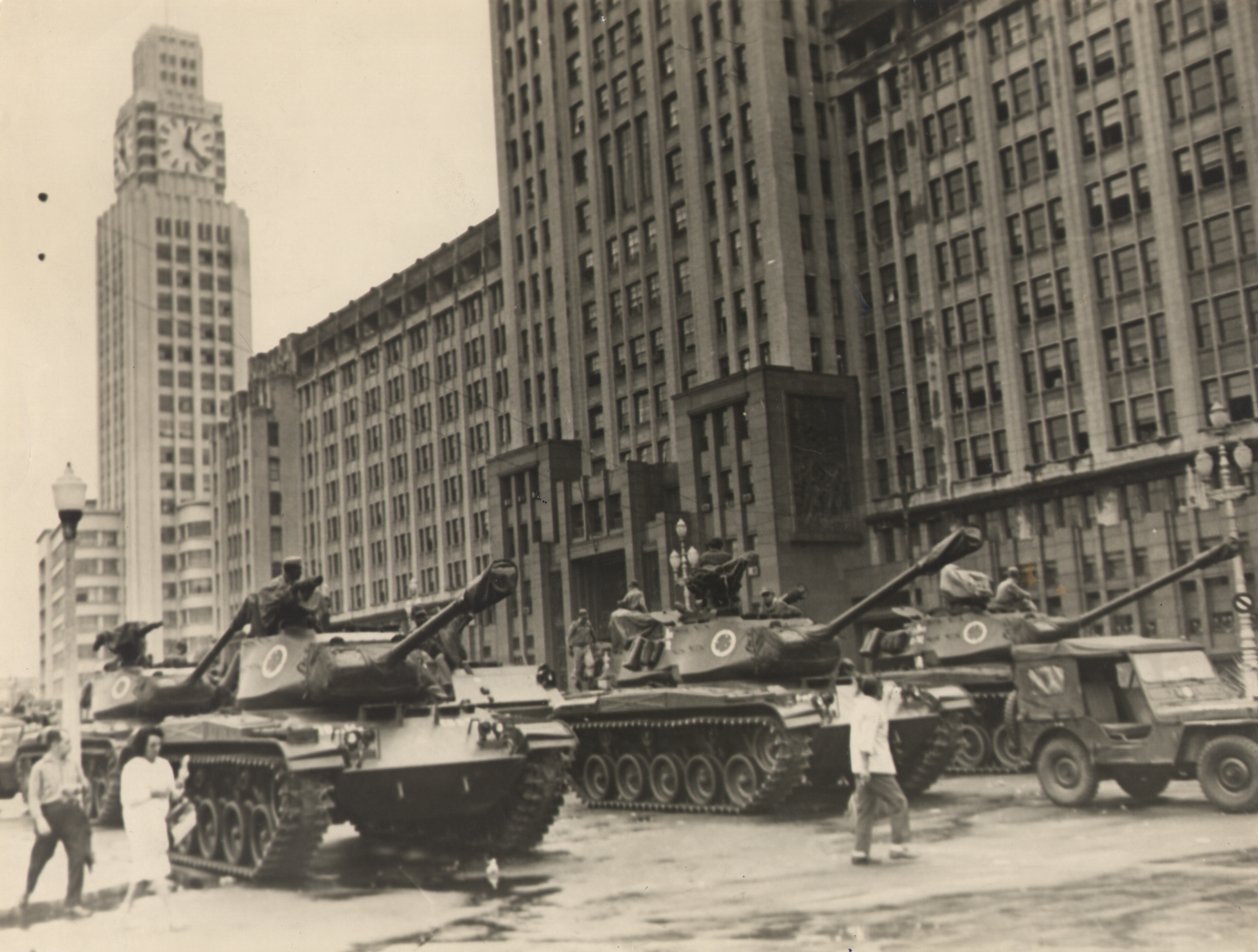
Tanques em frente ao Ministério da Guerra no Rio de Janeiro

O novo Distrito Federal abrigava o Congresso, mas sua guarnição era insignificante. Já o Rio de Janeiro, antiga capital, ainda abrigava grande parte da máquina administrativa e era na prática a capital política e palco dos grandes eventos nacionais, sendo assim o principal alvo do golpe. Ele sediava o Ministério da Guerra e o I Exército, o mais poderoso, juntamente com o III. O governo estadual de Carlos Lacerda era oposicionista. Tanto oficiais mais confiáveis do dispositivo militar quanto conspiradores mais importantes estavam na cidade, mas os conspiradores estavam sem tropa. A concentração de oficiais leais pelo governo inviabilizava a cidade como ponto de partida do golpe.
Um risco para os conspiradores era o Rio Grande do Sul, possível baluarte legalista como em 1961. Ele tinha forte atuação do Partido Trabalhista Brasileiro (PTB), partido do presidente — Porto Alegre era “possivelmente, o maior reduto trabalhista do país”. Goulart era de lá, e o estado seria seu refúgio natural para montar um último baluarte a um golpe. O III Exército, ali sediado, tinha as forças mais numerosas. Por esses motivos, era destino preferencial de oficiais leais. Já a 5ª Região Militar (Paraná e Santa Catarina) era subordinada ao III Exército mas tinha força parca, concentrada na capital e centro-sul paranaense, com uma grande inferioridade em relação aos efetivos gaúchos. Era importante como a ponte ligando o Rio Grande do Sul com São Paulo e o restante do país, sendo cruzada por exércitos em vários momentos da história.
O Nordeste era uma região “inflamável”, marcada pela precariedade socioeconômica e a intensa agitação de forças populares como as Ligas Camponesas, com a expectativa de uma forte reação da esquerda a um golpe. No serviço diplomático americano havia a percepção dos camponeses da região como um exército revolucionário potencial. Desde pelo menos 1961 havia um consenso no Exército da necessidade de manter o controle no Nordeste. No plano militar o IV Exército, ali sediado, tinha importância mais simbólica do que prática, pois suas unidades eram dispersas numa área de infraestrutura precária, mal armadas e distantes da ação no Centro-Sul.
São Paulo vivia intensamente a crise do regime, com empresários e sindicatos bem organizados. Como polo industrial, seu poder econômico seria vital num conflito prolongado. O governador Ademar de Barros era conspirador. O II Exército, sediado no estado, não era militarmente o mais forte, mas sua importância foi decisiva pelo grande respeito na oficialidade nacional ao seu comandante, o general Amaury Kruel. O Vale do Paraíba foi importante como a via terrestre ao Rio de Janeiro, com a AMAN logo após a divisa estadual.
Minas Gerais tinha a maior coesão entre o governo estadual (sob Magalhães Pinto), a PM e as Forças Armadas (especialmente a 4ª RM/DI) contra o presidente, com um terreno montanhoso vantajoso para a defesa e uma posição central, com acesso a Brasília, São Paulo e o Rio de Janeiro. Seu maior problema para os conspiradores era a fraqueza numérica e material da guarnição do Exército. As soluções procuradas incluíam a incorporação da PM às forças de combate e a negociação com o Espírito Santo para o acesso ao mar, de onde armamentos poderiam ser recebidos do exterior no momento do conflito.

## Posição dos Grandes Comandos

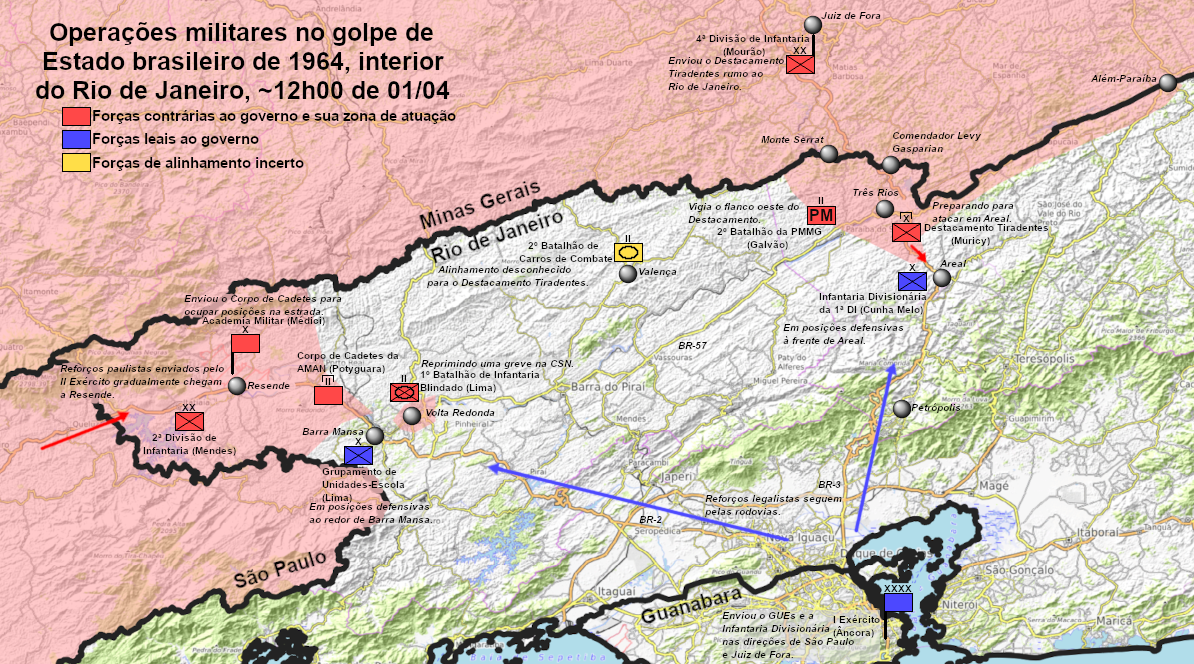
Mapa do impasse entre o I Exército e a 4ª Região Militar e II Exército

O II Exército estava com o general Kruel, amigo de Goulart, mas desde 1963 cada vez mais suscetível às ofertas dos conspiradores. Às vésperas do golpe os governistas já especulavam de sua adesão, enquanto os conspiradores também não tinham certeza de que estaria do seu lado. Ele abandonou o presidente no final da noite de 31 de março, após insistir, sem sucesso, que ele rompesse com a esquerda. Conta Mourão Filho que Kruel ofereceu esmagar os mineiros no Paraibuna se suas condições fossem cumpridas, enquanto Goulart só estava disposto a fazer concessões após ele mesmo esmagar a rebelião. Para ele o II Exército não conseguiria derrotá-lo, pois “Kruel não era dono daquela tropa. Ideologicamente era minha”. Mourão havia anteriormente conspirado em São Paulo em 1963.
O I Exército estava com o general Armando de Moraes Âncora, integrante fiel do dispositivo militar, que enviou forças ao interior fluminense em defesa do governo. Na tarde de 1º de abril sua situação, com sucessivas adesões da tropa ao inimigo, era de derrota militar. A saída de Jango do Rio de Janeiro às 12:45 iniciara a dissolução do “dispositivo” no I Exército. Em telefonema com Costa e Silva no início da tarde, Âncora não aceitou aderir ao golpe, mas negociou uma reunião com Kruel em Resende. Ele tinha instruções de Goulart para parlamentar com Kruel e de Assis Brasil para não causar uma batalha; com sua situação deteriorada, interrompeu a resistência do I Exército. Na sua ausência do Rio de Janeiro, às 17:00 o Ministério da Guerra foi ocupado pelo general golpista Costa e Silva.
No Comando Militar de Brasília, o general Nicolau Fico era em tese leal ao governo. Em 1º de abril ele teve que escolher entre oferecer ou não sua proteção ao Congresso. Auro de Moura Andrade, presidente do Senado, queria a cobertura do Exército, enquanto os governistas temiam que ela resultasse num impeachment. À noite ele optou por atender a Auro, que declarou a vacância da Presidência, conferindo a legitimidade do Congresso ao golpe.

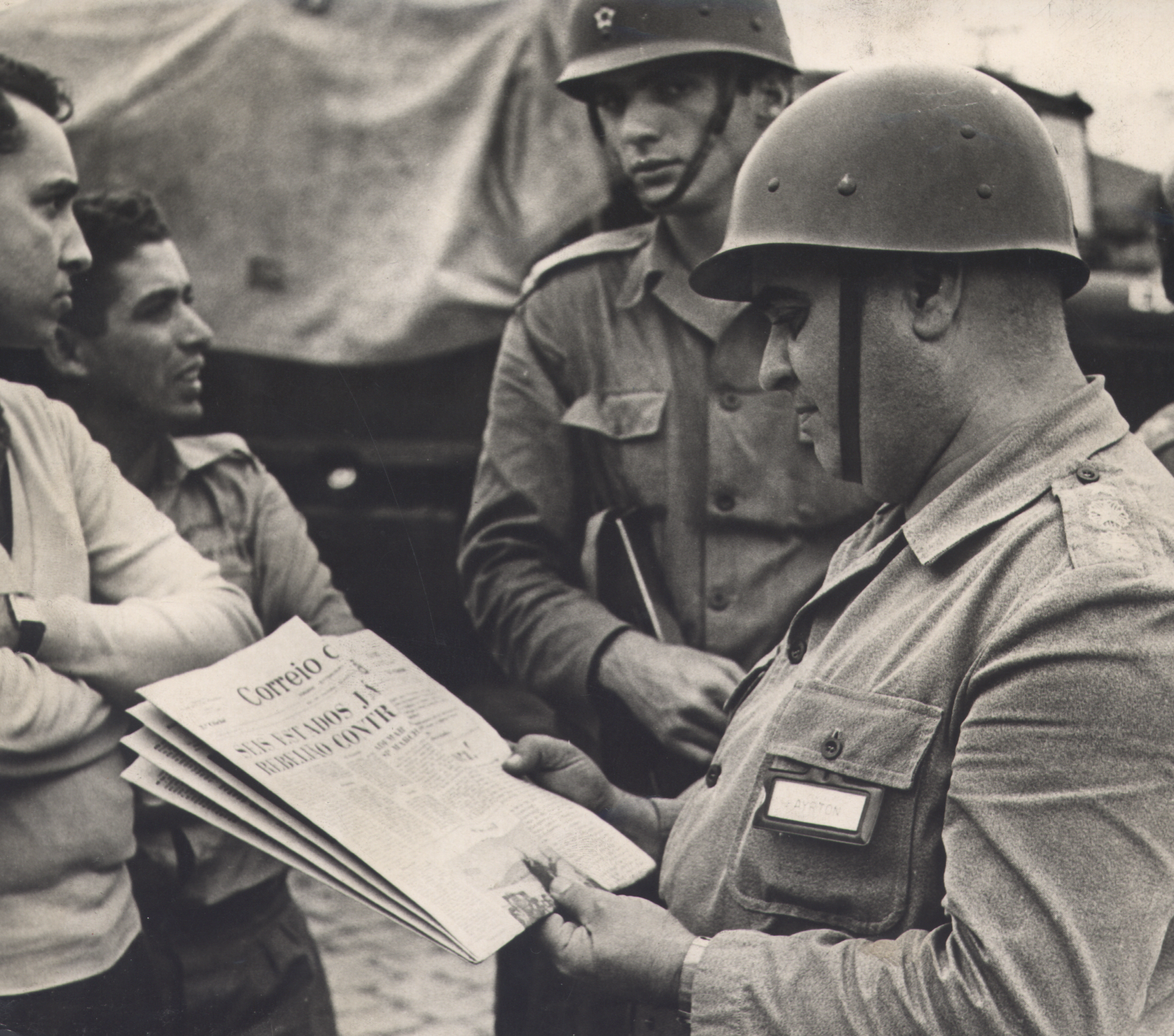
Soldados paulistas leem a edição de 1.º de abril do Correio da Manhã

No III Exército o governo conseguiu empossar em 1º de abril o general legalista Ladário Pereira Teles, mas no interior suas divisões foram aderindo ao golpe. No dia seguinte o general Poppe de Figueiredo, da 3ª DI, em Santa Maria, contestou sua autoridade, autoproclamando-se comandante do III Exército. A situação militar de Ladário era drástica, mas ele ainda quis lutar. Goulart não aceitou. Após a saída de Goulart, Ladário aceitou entregar seu comando.
No IV Exército, o general Joaquim Justino Alves Bastos não era de confiança do governo, mas tampouco os conspiradores podiam ter certeza de sua adesão, apesar dele ter muitos subordinados oposicionistas. No momento do golpe o comando manteve-se em silêncio, proibiu manifestações e ordenou a ocupação de estradas e pontos sensíveis. Essas medidas são interpretadas como um efetivo apoio ao golpe ou como uma atitude ambígua, composta de medidas já anteriormente discutidas com o ministro da Guerra e que, se o golpe perdesse, permitiriam a Justino alegar apenas ter obedecido ao ministro. Às 03:00 da madrugada Goulart telefonou a Justino, alegando ter os outros três Exércitos sob controle e perguntando a situação do seu. O general respondeu: “O IV Exército está bem, de rigorosa prontidão, presidente”. Segundo Justino, seus oficiais ficaram “quase em risos”. Da noite de 31 a 1 tropas já tinham sido lançadas pelo interior do Nordeste. Às 09:00 da manhã Justino publicou um manifesto aderindo à rebelião. A adesão ocorreu quando o governo já estava isolado.
O general Orlando Ramagem, do Comando Militar da Amazônia, tomou posição quando o lado vitorioso no conflito tornava-se claro no centro-sul do país, às 15:00 do dia 1º, após uma conversa com Kruel. Como a região era “destino quase exclusivo de oficiais descontentes”, a oficialidade abraçou a adesão com facilidade.

## Decurso por região

### Minas Gerais

#### Frente interna mineira

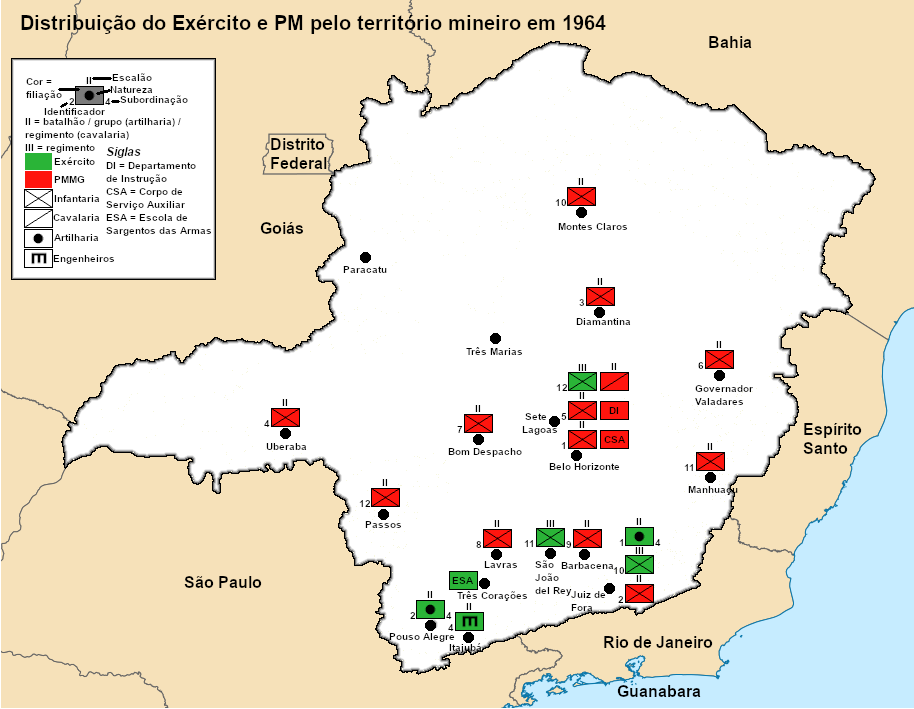
Distribuição do Exército e PM no território mineiro

O dispositivo da PMMG, há tempos preparado, foi acionado desde os 30 minutos da madrugada de 31 de março. Um avião levou instruções às unidades da PMMG no interior, e as ordens mais importantes foram transmitidas por mensagens cifradas de rádio. Toda a instituição entrou em prontidão. Intensificaram-se o recrutamento e a instrução na maioria dos cursos. Foram relacionados oficiais da reserva para a convocação e cabos para exercerem a função de sargento. A PM ficou pronta para atuar na BR-3 – Guanabara/Belo Horizonte, BR-7 – Brasília/Belo Horizonte, BR-4 – Rio/Bahia, BR-31 – Vitória/Belo Horizonte, Rodovia Triângulo/Belo Horizonte e BR-55 – São Paulo/Belo Horizonte. Organizou-se em batalhões de 3 companhias de 170 fuzileiros cada e uma companhia de metralhadoras de 134 homens. Juntos, formaram um destacamento no Triângulo Mineiro, para reagir a uma possível ofensiva legalista de Goiás, um no leste para assegurar as fronteiras com o Rio de Janeiro e o Espírito Santo e um no sul do estado, que acabou transferido a Belo Horizonte (vide quadro). Todas as fronteiras seriam defendidas, e havia forças prontas para defender o corredor até o litoral no Espírito Santo. Por fim, juntaram-se também aos grupamentos do Exército que marcharam ao Rio de Janeiro e Brasília.
| Comandante geral: Coronel José Geraldo de Oliveira - Destacamento Belo Horizonte General-de-brigada Carlos Luís Guedes - Departamento de Instrução - Regimento de Cavalaria - Corpo de Serviço Auxiliar - 3º Batalhão de Diamantina - 5º Batalhão da Capital - 7º Batalhão de Bom Despacho - Destacamento Leste Coronel Zohyr Piedade Gavião - 6º Batalhão de Governador Valadares Tenente-coronel Mário Simões S. de Souza - 11º Batalhão de Manhuaçu - Destacamento Triângulo Coronel Jonas Pereira da Silva - 4º Batalhão de Uberaba - 12º Batalhão de Passos Tenente-coronel Álvaro Pereira da Silva - Destacamento Sul de Minas - 8º Batalhão de Lavras - Elementos do Exército |

Pelas ordens secretas expedidas na madrugada de 31 de março, estavam em curso em Minas Gerais as operações Gaiola e Silêncio, a esta consistindo no controle dos meios de comunicação, e aquela, numa série de prisões. Elas davam cobertura à Operação Popeye, a campanha militar rumo a Brasília e à Guanabara, impedindo manifestações favoráveis ao governo federal e dando cobertura à ação até sua declaração aberta às 17:00. A presença policial em Belo Horizonte era maciça. Veículos foram requisitados, os combustíveis estavam sob controle militar e voluntários foram alistados para o conflito. No Espírito Santo o governo estadual e o 3º BC de Vila Velha, sob o coronel Newton Fontoura de Oliveira Reis, aderiram de manhã.
A adesão do oficialato da 4ª RM/DI foi quase total. O comandante do 10º RI precisou ser substituído, e a Escola de Sargentos das Armas, em Três Corações, permaneceu neutra. Ela era potencialmente relevante, pois tinha 300 sargentos alunos, 250 praças bem armadas e posição no flanco do estado, numa rodovia importante. Na Aeronáutica, estabeleceu-se contato com a Escola Preparatória de Cadetes do Ar, em Barbacena. A Base Aérea de Belo Horizonte (aeroporto de Pampulha) era preocupação, pois seu comandante, o recém-assumido tenente-coronel aviador Afrânio de Aguiar, não fazia parte da conspiração. Diante das possibilidade dele permanecer fiel ao governo e da entrada de tropas legalistas aerotransportadas pela Base, a PMMG preparou-se para invadir o aeroporto. A ação não foi necessária, pois às 10:00 Aguiar apresentou-se a Guedes e deixou a Base à disposição dos “revolucionários”.

#### Concentração de forças e reação legalista

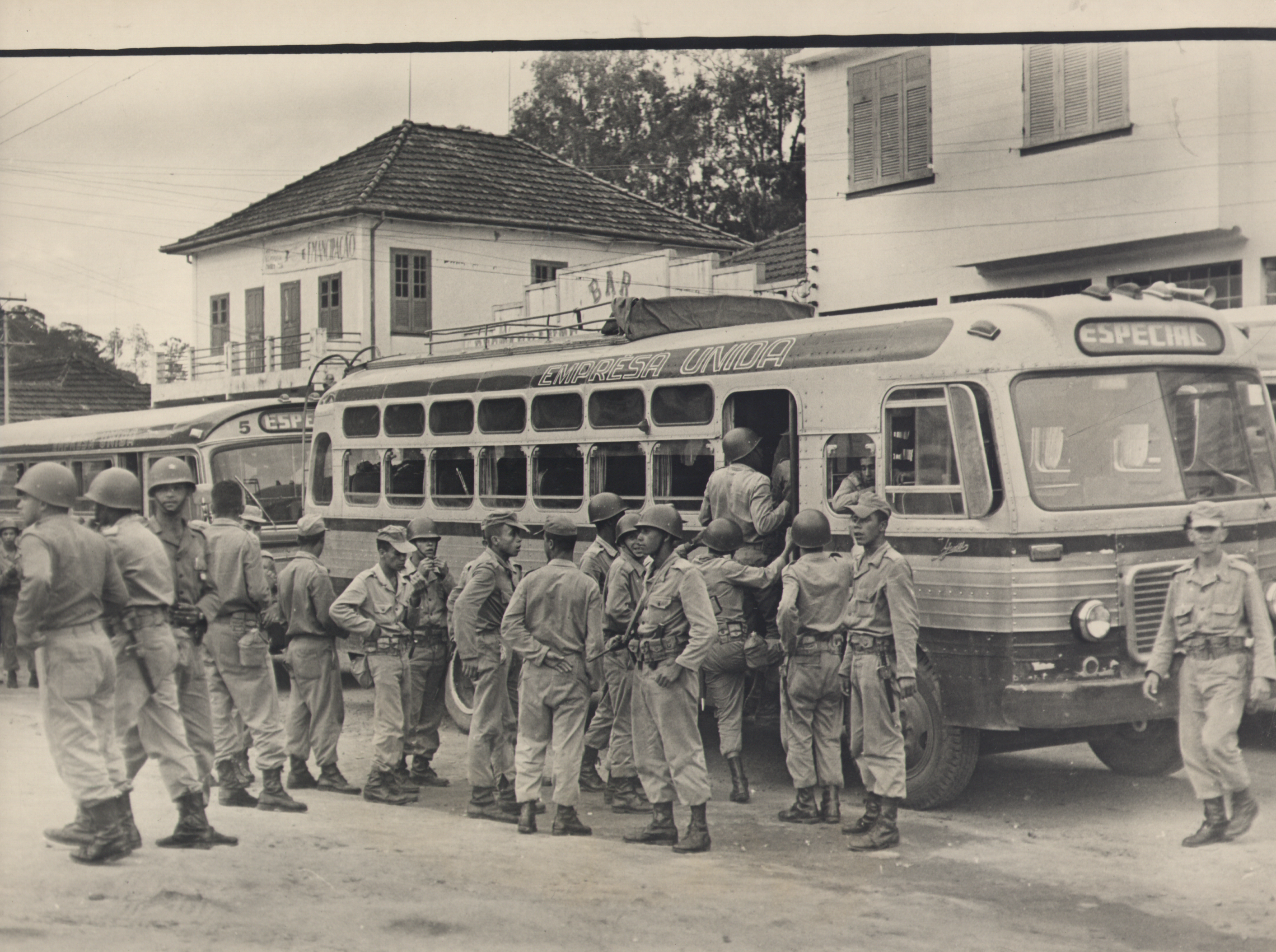
Destacamento Tiradentes

Na direção da Guanabara, o primeiro deslocamento foi a 2ª Companhia de Fuzileiros do 10º Regimento de Infantaria (2ª/10º RI), do capitão Ítalo Mandarino. Partiu às 09–10:00 e às 14:00 chegou à divisa, na ponte sobre o rio Paraibuna, fincando-se em território fluminense na localidade de Monte Serrat. A força de invasão, denominada Destacamento Tiradentes, foi posta sob o comando do general Antônio Carlos Muricy. Era composta do 10º e 11º RIs, 2º batalhão do 12º RI (2º/12º RI), 2º e 9º batalhões da PMMG, 1º Grupo do 4º Regimento de Obuses de 105 mm (1º/4º RO 105) e unidades logísticas. Numeravam 2.714 homens e 193 viaturas. O 10º RI partiu de Juiz de Fora às 12:30, chegando ao Paraibuna às 17:00. O 2º batalhão policial enviou uma companhia a Além Paraíba. As outras unidades vinham de longe e demoraram para chegar a Juiz de Fora, o 11º RI às 18:00 e o 2º/12º RI às 22:00. Este último veio de Belo Horizonte e sua péssima condição, sem armas automáticas, muito irritou Mourão. Às 17:00 o general chamou a imprensa ao quartel e anunciou que estava em “revolução”.
Da Guanabara organizava-se severa reação militar. À tarde, as estações de rádio emitiam um comunicado da Presidência da República, reconhecendo a rebelião e anunciando que seria esmagada por forças do I Exército. Noutro comunicado, atribuído ao Ministro da Guerra, Guedes e Mourão eram exonerados. Na forma de panfletos, os comunicados seriam “bombardeados” na manhã do dia seguinte sobre o Destacamento Tiradentes, quando já marchava dentro do estado do Rio de Janeiro. Também Juiz de Fora recebeu ao meio-dia do dia 1 os panfletos de um DC-3 ou T-6 da FAB.
As forças legalistas foram postas sob o comando do general Cunha Melo, que recebeu ordens apenas defensivas. À frente seguia o 1º BC, de Petrópolis. Em seguida, o 1º RI com o 2º/1º RO 105. Mais atrás, o 2º RI com o 1º/1º RO 105. O 3º RI também fazia parte. Os legalistas tinham superioridade de números e poder de fogo, mesmo sem apoio aéreo, que Goulart não quis empregar. O 1º RI (Regimento Sampaio), em especial, era um dos melhores regimentos do Exército. Já os rebeldes tinham munição para algumas horas de combate e metade de sua força eram recrutas mal instruídos. O único regimento adequadamente instruído era o 11º RI. Muricy percebia sua inferioridade militar, mas contava com adesões do oponente.

#### “Operação Popeye” até Areal

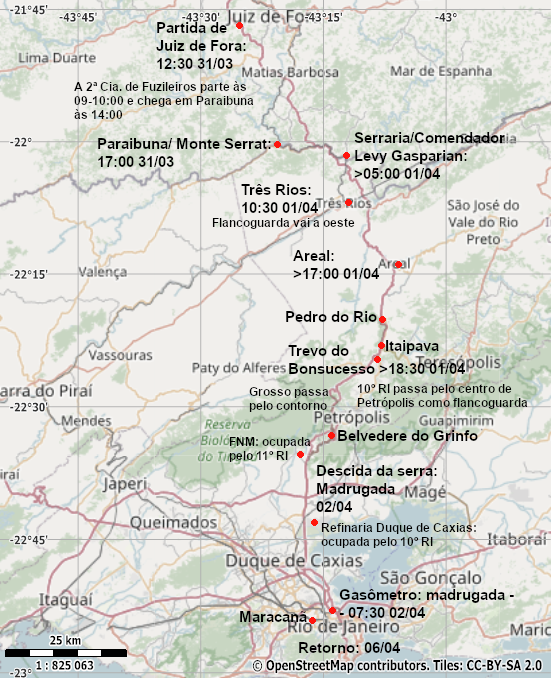
Trajetória do Destacamento Tiradentes

Os rebeldes tinham uma importante cabeça de ponte sobre o rio Paraibuna. Às 18:00 o 10º RI fez contato com o 1º BC. Era comandado pelo tenente-coronel Kerensky Túlio Motta, que queria parlamentar. Isso foi interpretado como forma de atrasar o Destacamento Tiradentes e dar margem ao 1º RI para se entrincheirar no rio Paraíba do Sul. Afora isso, seu batalhão não era visto como o principal obstáculo. Muricy e Mourão foram parlamentar com Kerensky, e há relatos de que o 1º BC foi ameaçado com um bombardeio de artilharia. Enquanto isso, Muricy preparou para o amanhecer uma ofensiva, com o 11º RI vindo da estrada de Além Paraíba e chegando à retaguarda dos legalistas, em Areal. O que definiu a situação foi a atitude de dois pelotões do batalhão legalista, que ao redor da meia-noite cruzaram as linhas e aderiram ao Destacamento Tiradentes. Kerensky percebeu então que sua posição estava vulnerável e recuou. Muricy suspendeu a operação, pretendendo apenas seguir em frente ao amanhecer. Mourão voltou a Juiz de Fora.

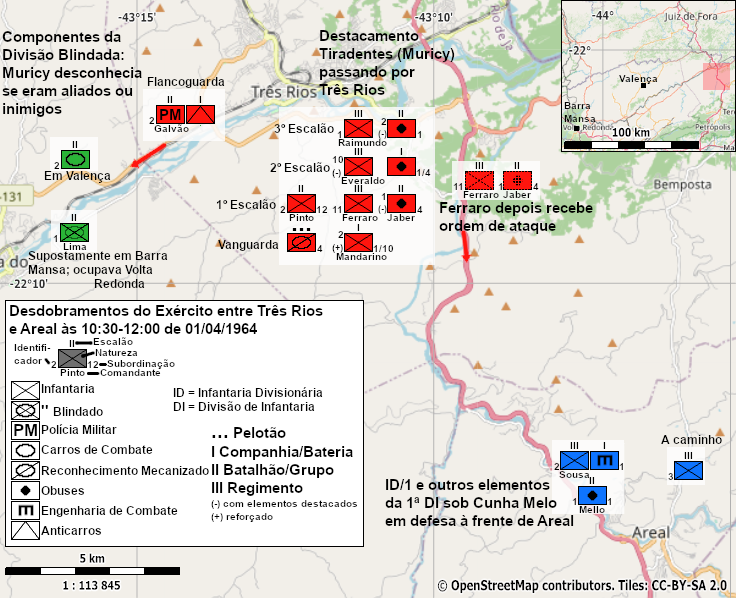
Disposição das forças entre Três Rios e Areal

O 1º RI, que estava a caminho, não veio para combater, mas para aderir. Seu comandante, o coronel Raimundo Ferreira de Souza, recebera ordem para montar uma defesa em Três Rios, mas nessa cidade entrou em contato telefônico com Denys e prometeu sua adesão. Às 05:00 o 1º RI juntou-se às fileiras do Destacamento, que passou por Serraria (Comendador Levy Gasparian). Para Mourão, essa adesão foi crucial para seu sucesso, pois sem ela, a rebelião teria sido esmagada com toda a força do Exército. O 1º RI vinha acompanhado do 2º/1º RO 105. Seu comandante, o tenente-coronel Raimundo Nonato, não quis aderir. Acabou preso, e das suas baterias, uma foi incorporada e a outra conseguiu escapar, recuando até o Rio de Janeiro. Em Serraria também estavam alguns oficiais do 1º BC deixados por trás por Kerensky.
O rio Paraíba do Sul, considerado obstáculo relevante, foi atingido às 10:30, com a chegada a Três Rios. Não se tinham notícias do 1º BIB, em Barra Mansa, ou do 2º BCC, em Valença. Assim, Muricy enviou a oeste uma flanco-guarda composta do 2º Batalhão da PMMG e de uma companhia de caminhões anticarros. À sua frente, às 11:00 foi feito contato com o 2º RI, que defendia a região de Areal. Cunha Melo estava à sua frente, e tinha vontade de lutar. Estava em aberto a hipótese de combate ao redor de Areal. Os legalistas estavam em dispositivo de combate, com armas coletivas prontas. Ao meio-dia Muricy deu ordem de ataque ao 11º RI e o grupo de obuses.
Porém, não houve combate. Goulart não estava mais no Rio e tampouco Âncora, que seguia a Resende para negociar com o II Exército. Quando Cunha Melo entrou em contato com o Rio de Janeiro, foi liberado de seus encargos. Em seguida, não aderiu aos rebeldes, mas negociou para permitir sua passagem sem resistência. Conseguiu de Muricy um tempo de folga para recuar, antes do avanço do Destacamento Tiradentes. Depois de retomar seu avanço, a coluna rebelde já se aproximava de Petrópolis às 18:30. No caminho, encontrou o 2º RI e 2º/3º RI, que, abandonados por Cunha Melo, aderiram.

#### Resultado da campanha
Na madrugada do dia 2 a força desceu a serra para chegar à Guanabara. A tropa da Vila Militar a ela retornou, enquanto o resto do Destacamento foi alojado no Maracanã. A essa altura, os golpistas do Rio de Janeiro já haviam dominado a situação. Mourão foi à cidade, mas não ficou com o Ministério da Guerra, já ocupado com Costa e Silva, e nem com o comando do I Exército. Teve que se conformar. Manteve o Destacamento Tiradentes no Maracanã por mais algum tempo para consolidar a posição de Costa e Silva, retornando a Minas Gerais no dia 6.

### A Marinha americana

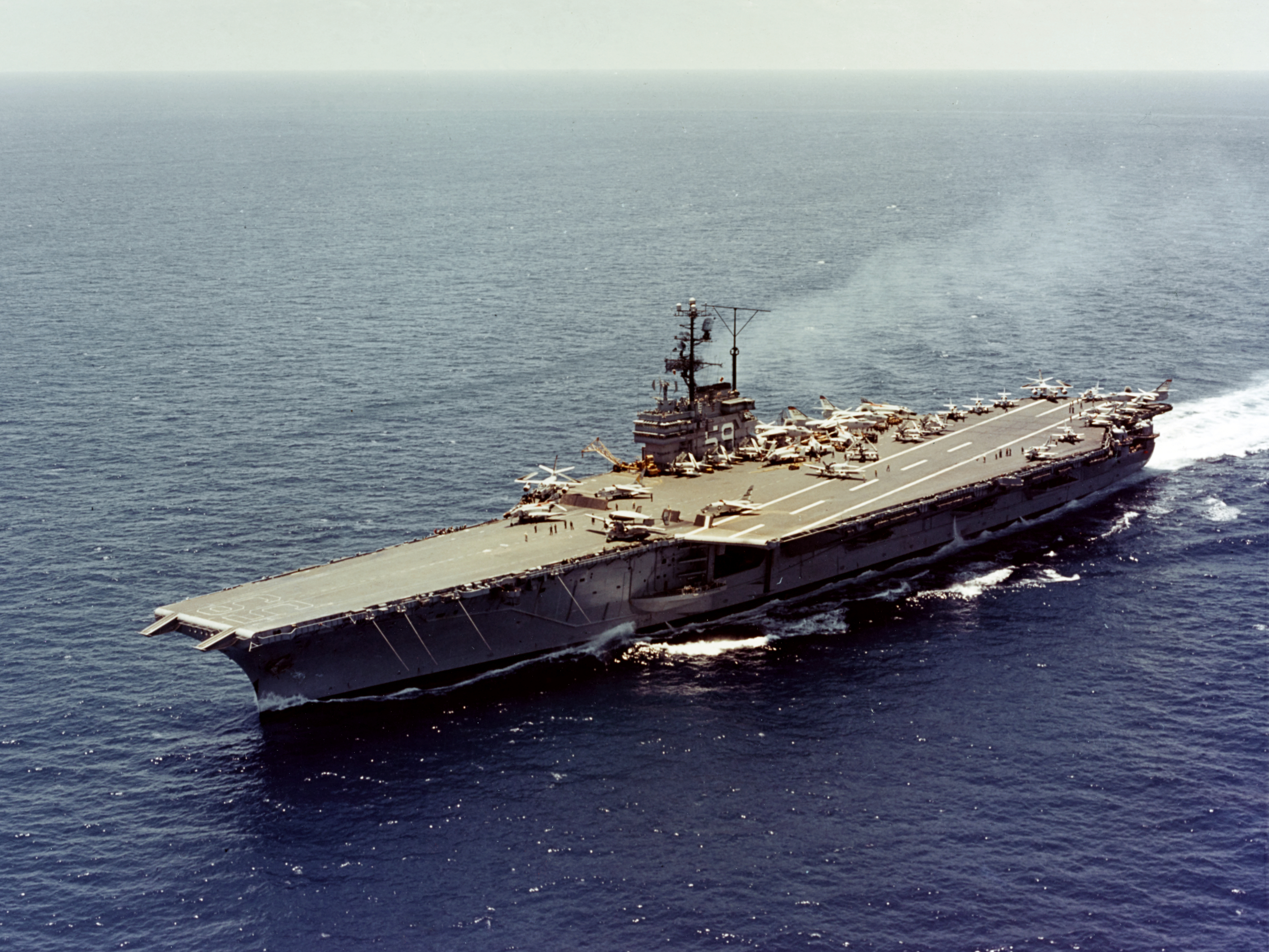
USS Forrestal

Em 31 de março navios da Segunda Frota dos Estados Unidos receberam ordens para seguir ao Atlântico Sul em duas forças-tarefa, uma com o porta-aviões USS Forrestal e dois destróieres de mísseis teleguiados e outra com um navio com helicópteros e quatro destróieres. A primeira força-tarefa partiria no dia seguinte, chegando na área em 11 de abril, e a segunda, no dia 14. O destino inicial eram as vizinhanças de Santos. Quatro petroleiros carregariam em portos no Caribe nos dias seguintes e chegariam na área de 10 a 16 de abril. Armas e munições foram transferidas a bases aéreas em Nova Jérsei e Porto Rico, de onde poderiam ser transferidas por uma ponte aérea defendida por oito caças.
Esperava-se assim sanar as deficiências logísticas especuladas pelos conspiradores, e a presença naval no litoral brasileiro teria também um efeito intimidatório. O desembarque de tropas seria hipótese remota. Em 1º de abril, após Castelo Branco informar aos americanos que sua ajuda não seria necessária, a operação começou a ser desativada.

### A cidade do Rio de Janeiro

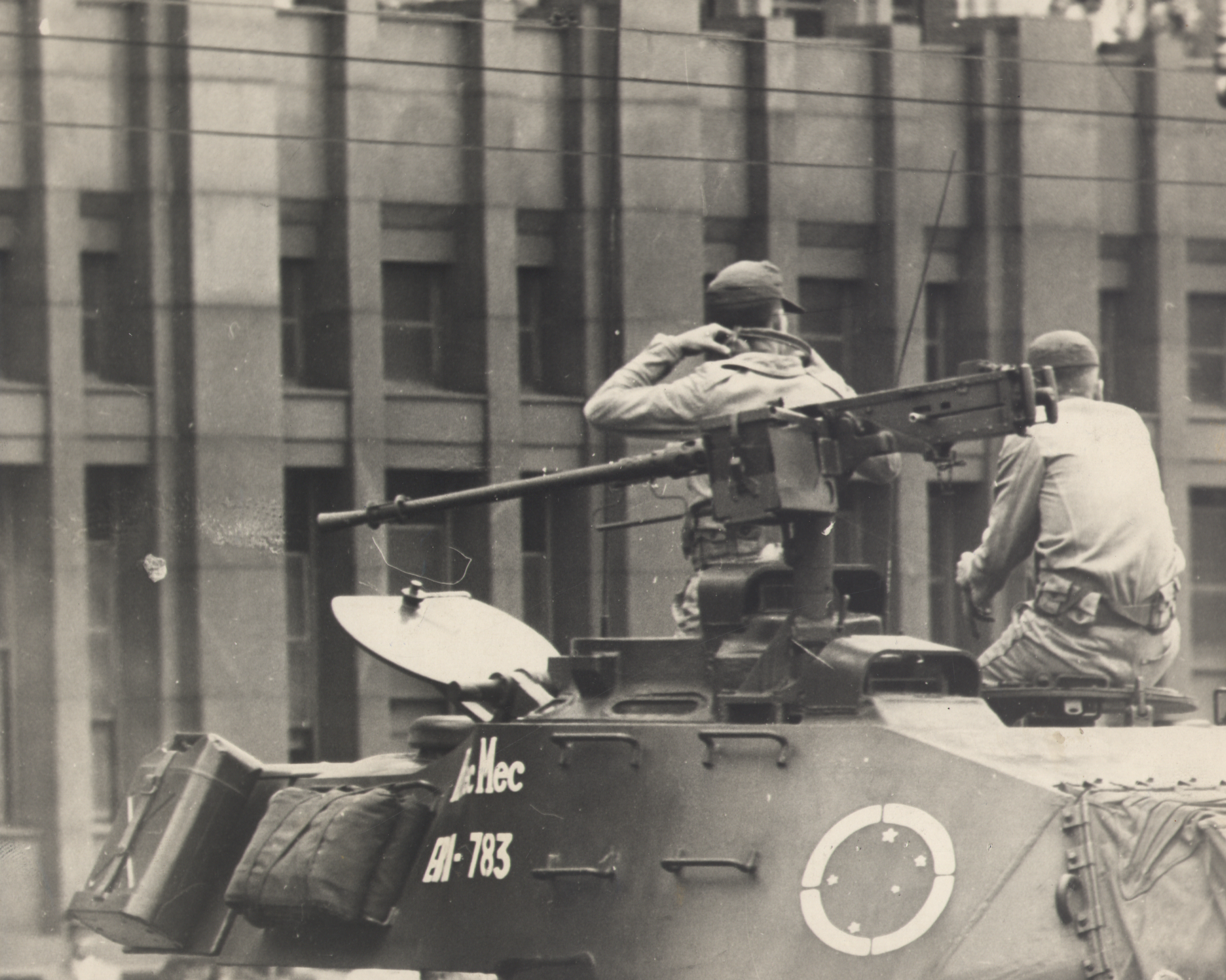
Blindado monta guarda em frente ao Ministério da Guerra

O Rio de Janeiro começou sob controle do governo. Ali o Presidente podia contar no mínimo com o Batalhão de Guardas, a Polícia do Exército (PE) e o almirante Aragão com seus batalhões de fuzileiros navais Humaitá e Riachuelo, aquartelados na Ilha do Governador; o almirante considerou-se “senhor absoluto do Rio de Janeiro durante quase dois dias”. Pela manhã Goulart conferenciou com ministros de Estado e chefes militares, que deram resposta armada à crise.
Pela manhã Castelo Branco tentou, sem sucesso, fazer os mineiros recuarem e teve contatos improdutivos com os paulistas. Às 10:00 dirigiu-se a seu gabinete no EME, de onde coordenou o golpe por telefonemas e recebeu Costa e Silva. Suas presenças ali, logo abaixo do gabinete do Ministério da Guerra, eram arriscadas, e assim o general de brigada Jurandir Bizarria Mamede, comandante da Escola de Comando e Estado-Maior do Exército (ECEME), enviou dezenas de oficiais para reforçá-lo. Os legalistas, por sua vez, cercaram o prédio à tarde com a PE e blindados. Os oficiais da ECEME, em desvantagem, temiam que os legalistas subissem os andares. A ordem de prisão existia, mas não foi dada, e Castelo saiu sem ser incomodado às 16:00, seguindo a aparelhos, como também fez Costa e Silva.
O general Mamede, íntimo amigo de Castelo Branco, dispunha de apenas 400 oficiais e poucos armamentos. Ainda assim a ECEME tornou-se o “centro nervoso” e “braço ativo” do movimento. Preparou-se para um ataque de blindados ou fuzileiros navais e sondou unidades militares, conseguindo na madrugada do dia 1 a adesão das outras escolas militares da Urca e da Fortaleza de São João.  Pela manhã, do Forte de Copacabana. O outro inimigo exposto do governo era Carlos Lacerda, que escolheu entrincheirar-se no Palácio Guanabara, perto do Palácio Laranjeiras, onde estava o presidente, com sua Polícia Militar, depois reforçada por voluntários. Da noite do dia 31 e ao longo do dia 1 preparou-se para um ataque dos fuzileiros navais, que chegaram a passar pelas redondezas um comboio, destinado, porém, somente à defesa do Palácio Laranjeiras. Aragão queria atacar o Palácio, mas não tinha ordens.
Na manhã do dia 1 Âncora recomendou ao Presidente que deixasse o Rio: restavam do lado legalista só o Batalhão de Guarda e a Polícia do Exército, insuficientes para enfrentar a oposição, e os fuzileiros navais estavam enquadrados pelo almirantado. Á frente de uma célula de resistência, o Almirante Arnold Hasselmann Fairbairn havia imobilizado os fuzileiros na Ilha das Cobras. O ministro da Guerra demitiu-se pelo telefone após o Presidente se recusar a romper com a esquerda — “pulava do barco antes do naufrágio”. A Raul Ryff, Jango declarou: “Vou para Brasília. Isto aqui está se transformando numa ratoeira.” Decolou às 12:45. Pesavam as defecções do 1º RI e o aviso de San Tiago Dantas quanto à oposição americana, mas a decisão pode ter sido tomada ainda de madrugada; a intenção foi expressa à capital às 09:00 da manhã. 
A decolada desencadeou o esfacelamento do “dispositivo” no I Exército. Âncora, agora ministro interino da Guerra (Oromar Osório assumiu o I Exército) com uma hemorragia do ministro Jair, partiu a Resende para negociar com os paulistas. Os ministros civis só souberam da ida a Brasília com o avião já no ar. Paralelamente à saída, uma equipe da ECEME tomou à força o QG da Artilharia de Costa, ao lado do Forte de Copacabana, com pouca relevância militar mas grande repercussão. Entretanto, à tarde os golpistas ainda não conseguiam convencer as unidades importantes a aderir, e elas permaneceram em seus lugares. Âncora acabou rendendo o I Exército. Costa e Silva assumiu o Ministério da Guerra. Foram divididas nomeações. O Destacamento Tiradentes entrou na cidade no início do dia 2.

### São Paulo e o vale do Paraíba

#### Frente interna em São Paulo

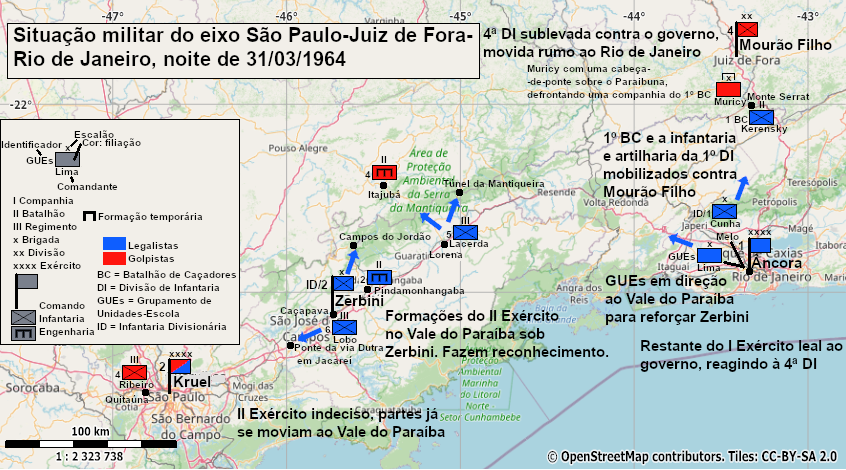
Situação militar na noite de 31 de março

Antes mesmo da decisão final do II Exército algumas de suas unidades já se moviam por conta própria. Na escola da rua Avanhandava funcionava um centro logístico, onde atuava Hermann Morais de Barros associado ao coronel Cid Osório e aos generais Aldévio e Agostinho. Combinavam do deslocamento de carros de assalto e artilharia pesada na direção do Rio de Janeiro. Suas lagartas não aguentariam todo o deslocamento, exigindo o transporte em “jamantas”, mas pela manhã percebeu-se que não havia no estado meia dúzia delas. Hermann sugeriu o transporte ferroviário. Os militares objetavam: uma única granada poderia inutilizar toda uma unidade. Só após as 19:00 concordaram, e algumas composições, partindo antes 20:00, chegavam ao Vale do Paraíba às 22:00.
Reunido com seus oficiais às ultimas horas de 31 de março, Kruel concretizou a adesão do II Exército ao golpe. O plano de ação era Ordem de Operações Número Um. Kruel confirmou o apoio do comandante da 9ª RM, designando um movimento de Mato Grosso a Brasília, congregou unidades em São Paulo como reserva e ordenou uma invasão ao Rio de Janeiro cruzando o vale do Paraíba, pela Via Dutra, e no caso da 1ª Cia do 1º BCCL, pela ferrovia. O movimento, porém, foi atrasado pelo general Zerbini, da ID/2, que permaneceu legalista, não compareceu à reunião e foi a seu QG em Caçapava, de onde assumiu os regimentos do vale do Paraíba (5º e 6º RIs), distribui ordens nas direções norte e oeste e retardou o início da marcha para leste (contra a Guanabara).
Contava-se com a Marinha, mas não com a 4ª Zona Aérea do brigadeiro Hélio do Rosário Oliveira. Guardas, carros de combate e artilharia antiaérea isolaram Cumbica e o campo de Marte, impedindo a decolagem de aeronaves. Na base de Pirassununga alguns pilotos legalistas decolaram, mas não encontraram na superfície forças para apoiar.

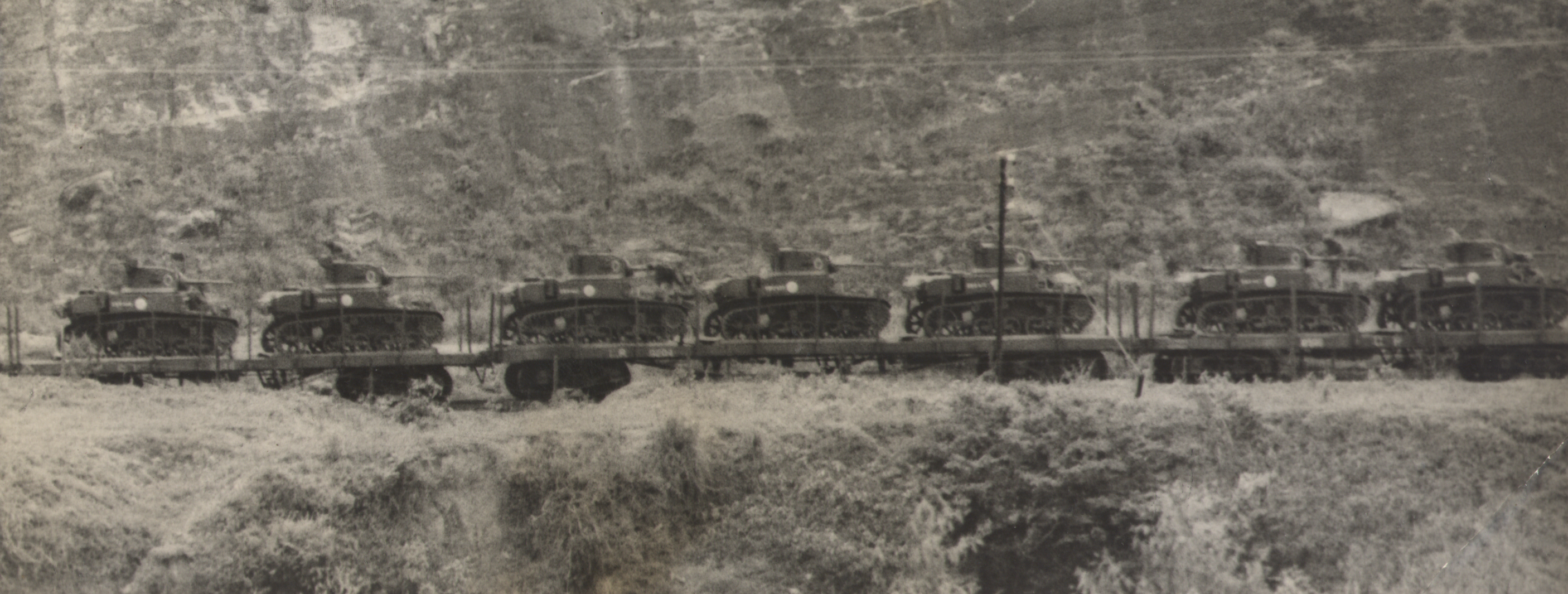
Blindados do II Exército movidos por ferrovia

A logística foi planejada a partir do QG do II Exército e da Fiesp. Cooperavam o Exército, o governo estadual e as classes produtoras.  Uma empresa cedeu rádios ao QG. Encomendaram-se 3 mil colchões e 5 mil cobertores de campanha. Medicamentos, gaze e algodão foram recolhidos de farmácias, hospitais e laboratórios. O governador requisitou os estoques de combustível. O governo estadual e as indústrias automobilísticas cederam caminhões, ônibus e viaturas para as tropas, entre eles 90 jipes zero quilômetro requisitados na fábrica da Willys pelo governador. Abriu-se o voluntariado às 7:00 do dia 1º, com cinco mil voluntários se apresentando pela manhã.
Na retaguarda, com o apoio da Polícia Militar de São Paulo e Guarda Civil, o II Exército manteria a ordem interna. A polícia reforçou o ABC, e o Exército inspecionou os carros que entravam em São Paulo, além de ocupar as estações ferroviárias; na Central do Brasil e Santos–Jundiaí, os ferroviários estavam em greve em defesa de Goulart. Estava em curso uma onda de prisões de esquerdistas e líderes sindicais. Não muito após a meia-noite o 4º RI executou a “Operação X”, preparada dias antes, tomando o controle do rio Pinheiros. Metralhadoras estavam montadas e explosivos prontos para detoná-las. O estado prendeu os agentes federais de censura e estabeleceu seus próprios.

#### Convergência do I e II Exércitos

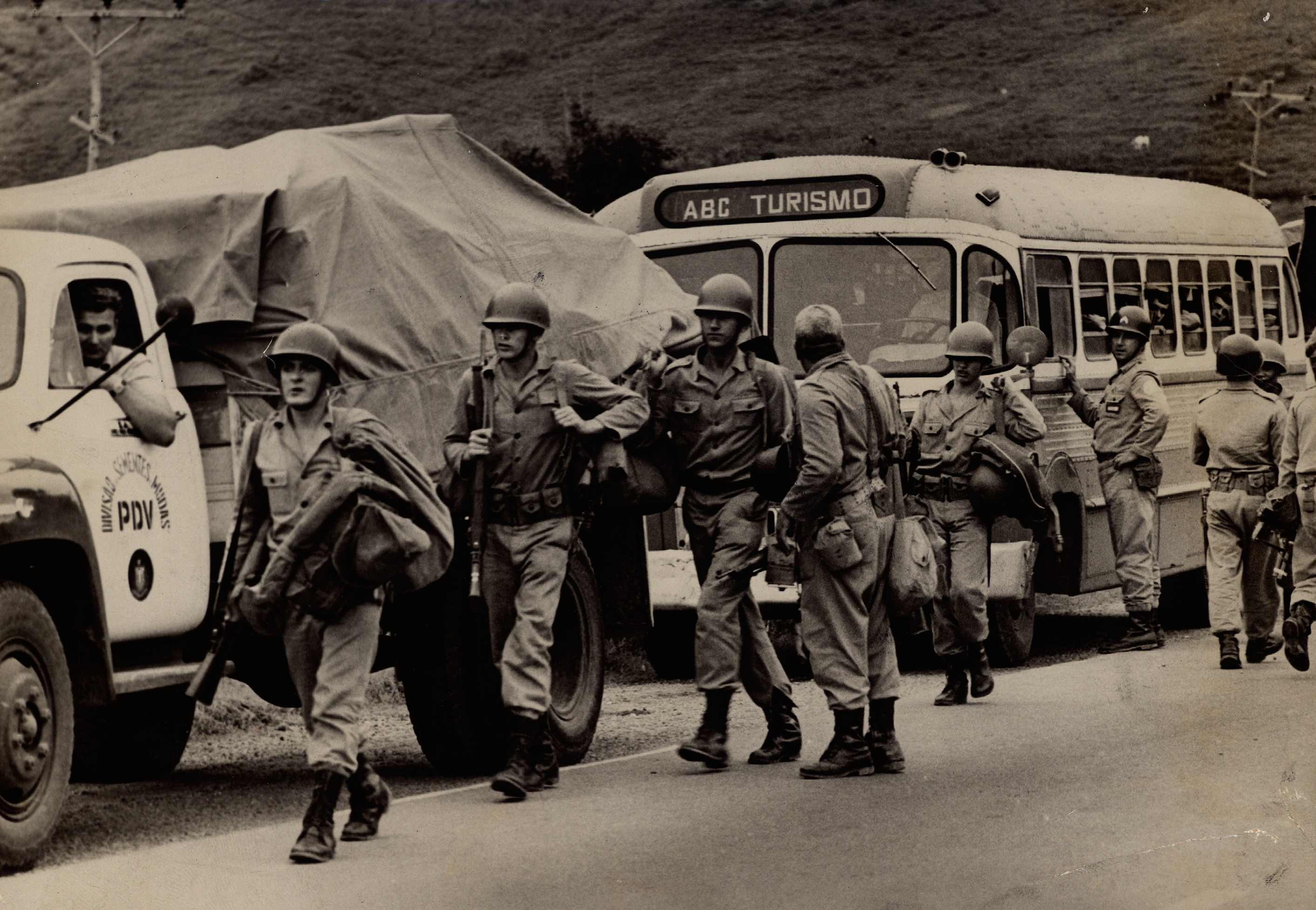
Deslocamentos no Vale do Paraíba

Na noite de 31 de março o comando legalista no Rio de Janeiro prometeu ao general Zerbini o Grupamento de Unidades-Escola (GUEs) como reforços, inclusive com carros de combate. De madrugada os regimentos paulistas rejeitaram Zerbini e prosseguiram a leste, enquanto o deslocamento do GUEs desde o Rio continuou programado. O deslocamento de forças opostas, uma contra a outra, obrigou o general Médici, comandando a Academia Militar das Agulhas Negras (AMAN) no meio do caminho, a tomar uma decisão. Às 02:00, instado por Costa e Silva, declarou sua adesão ao golpe. A Kruel, garantiu a passagem do II Exército. Médici até então estava por fora das articulações, e pode ter aderido para conseguir prestígio com os golpistas. Sua decisão foi o emprego tático dos cadetes na Via Dutra, confrontando as tropas legalistas que vinham do Rio de Janeiro. Sua decisão reverberou pelo país, elevando a moral do seu lado. O vizinho 1º Batalhão de Infantaria Blindada também aderiu, mas ficou em Volta Redonda, sem participar da linha de frente. Ali, sufocou uma tentativa de greve na Companhia Siderúrgica Nacional.

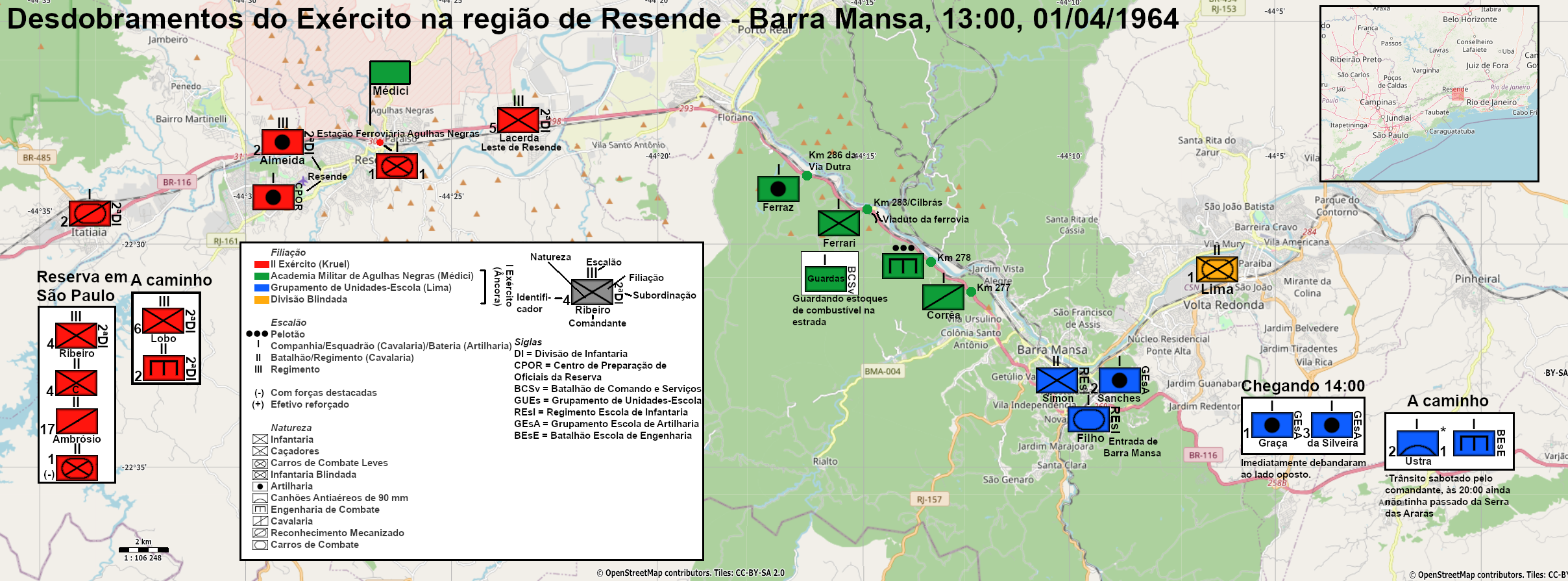
Situação militar no Vale do Paraíba fluminense às 13:00 do dia 1

Os cadetes assumiram posições defensivas na direção de Barra Mansa pela manhã com uma companhia de infantaria reforçada, esquadrão de cavalaria motorizado, pelotão de engenharia e duas equipes de comunicações. Entre as 11:30 e 12:45 chegaram parte das forças paulistas, o 5º RI, 2º RO 105, uma bateria de obuses do CPOR/SP, a 1ª Cia do 1º BCCL e o 2º Esqd Rec Mec. Ficaram em Itatiaia e Resende, atrás das linhas dos cadetes. Já a vanguarda legalista chegou à entrada de Barra Mansa por volta das 13:00, com um batalhão do Regimento Escola de Infantaria (REsI), uma companhia de carros de combate e a 2ª Bateria do Grupo Escola de Artilharia (GEsA).
A Academia estava em desvantagem, 800 soldados na infantaria do REsI contra 250 cadetes de infantaria e 70–80 de cavalaria. O REsI era unidade de elite, com armamento americano. Já os depoimentos dos participantes da defesa da Academia recordam o despreparo dos cadetes. Os comandados de artilharia pouco entendiam de linha de fogo e técnica de tiro. Historicamente o emprego tático de cadetes não era bem-sucedido. Médici, porém, contava com a psicologia: os legalistas não teriam disposição de atacar os “rapazes, quase crianças”. A 1ª e 3ª Baterias do GEsA, que chegaram às 14:00, passaram das posições e debandaram para o lado do Academia.
Às 15:00, porém, antes de qualquer confronto, foi decidido um cessar-fogo, pois Âncora e Kruel negociariam na Academia. Na reunião, ocorrida às 18:00, Âncora reconheceu-se derrotado e pôs fim à resistência do I Exército. As operações foram encerradas e os soldados voltariam aos quartéis.

#### Dia 2 em São Paulo
A PM ocupou os prédios federais, para os quais o governador nomeou interventores, e com um pelotão de choque dissolveu uma manifestação na Praça da Sé. A Refinaria de Cubatão e COSIPA ainda estavam paralisadas. Com gás lacrimogênio e bombas de efeito moral o DOPS fechou a Faculdade de Filosofia da Universidade de São Paulo. A FAB caiu: o brigadeiro Hélio Rosário perdeu o comando da 4ª Zona Aérea e sargentos foram presos na Escola de Especialistas de Aeronáutica de Guaratinguetá, até então considerada um reduto janguista, e no Campo de Marte. Ela poderia então ser empregada contra o III Exército, com o qual restava apreensão sobre um avanço contra o Estado.
Originalmente o 2º BC fez a cobertura face ao sul e a garantia da ligação com o Paraná em Registro fazia parte da Ordem de Operações Número Um. Novas forças foram direcionadas ao Sul: o Grupamento Tático 4 (GT/4), centrado no 4º RI, tinha chegado a Caçapava quando, ouvindo da conferência na AMAN, foi ordenado a dar meia-volta e seguir ao Paraná. Ele partiu a Curitiba na madrugada do dia 2, posteriormente retornando com o fim de qualquer oposição no Rio Grande do Sul.

### Brasília

#### Estadia do presidente

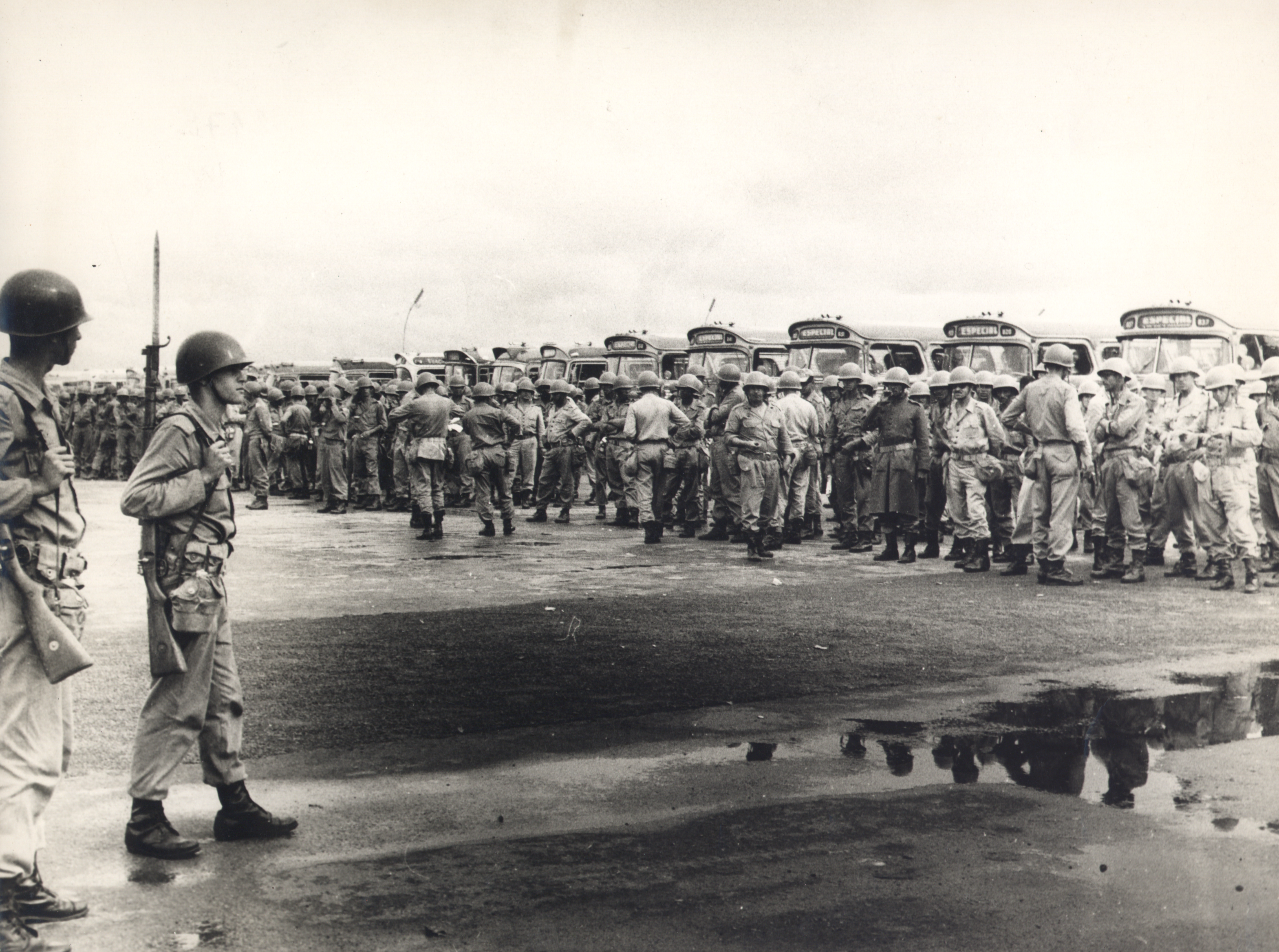
Soldados em Brasília

Goulart comunicou sua vinda a Brasília ao Palácio do Planalto às 09:00 e chegou às às 15:00 ou 16:30. A cidade estava sob controle, com baterias antiaéreas dispostas e racionamento de gasolina e gêneros. O aeroporto e as rodovias estavam interditadas, impedindo o trânsito dos parlamentares. Darcy Ribeiro, chefe do Gabinete Civil, tentava organizar os legalistas na cidade. O general Nicolau Fico, responsável pelo Comando Militar de Brasília e 11ª Região Militar, jurava lealdade ao governo, embora sua fidelidade fosse duvidade devido à sua ligação com o general Kruel. Mais cedo, o presidente do Senado, Auro de Moura Andrade, solicitou a Fico que defendesse o Executivo e Legislativo, ostensivamente mantivesse a ordem pública na cidade e suprimisse a campanha radiofônica governista da Rádio Nacional. Fico ouviu, concordou e não cumpriu. O presidente do Senado temia uma aglomeração de candangos no Teatro Experimental de Brasília, que, diziam, atacaria o Congresso no dia seguinte. A cúpula governista, por sua vez, achava que o Exército deveria deixar a tarefa à polícia.
Vários oficiais da 11ª RM já não reconheciam o presidente e Fico “mal os conseguia conter”. No Batalhão da Guarda Presidencial (BGP), que mandou uma companhia na direção de Minas Gerais, o comandante, coronel Raimundo Netto Corrêa, era veterano da Revolta dos Sargentos, legalista e respeitado por seus oficiais. Porém, ao inquirir sobre seu posicionamento a maioria não compartilhava de seu comprometimento com o governo, e assim o Batalhão ficou neutralizado. Raimundo não rompeu com Fico, mas declarou-lhe que o BGP estava revoltado. Dois depoimentos mencionam uma conspiração infrutífera entre oficiais no BGP e na Granja do Torto para prender o presidente. À noite o general Omar Emir Chaves, comandante da 10ª Região Militar de férias, exigiu o controle do BGP, pois pretendia tomar o comando do general Fico, mas o coronel Raimundo recusou. O comandante da Polícia do Exército em Brasília permaneceu legalista, e por um desentendimento com o BGP, eles ficaram em estado de alerta mútuo por uma ou duas noites.
Conferenciando na Granja do Torto, Goulart era instado por uma facção a montar uma defesa em Brasília, com a vantagem da legitimidade de se estar na capital, e por outra a partir a Porto Alegre, no único estado “tranquilo”. Mas a cidade não dispunha de “condições militares e estratégicas de defesa”. O Gabinete Militar constatou “que o Presidente não tinha mais quadros seus”. A guarnição de Brasília era fraca e a cidade poderia ser alcançada por tropas de Goiás e Minas Gerais.  Goulart já estava ciente da chegada de tropas golpistas de Mato Grosso em Jataí, Goiás, e da vinda de outras de Minas. Assim, às 23:30 o presidente decolou a Porto Alegre. Não usou o avião presidencial, pois o Ministério da Aeronáutica, no Rio de Janeiro, já havia caído e uma interceptação por caças era temida.

#### Sob o governo de Mazzilli

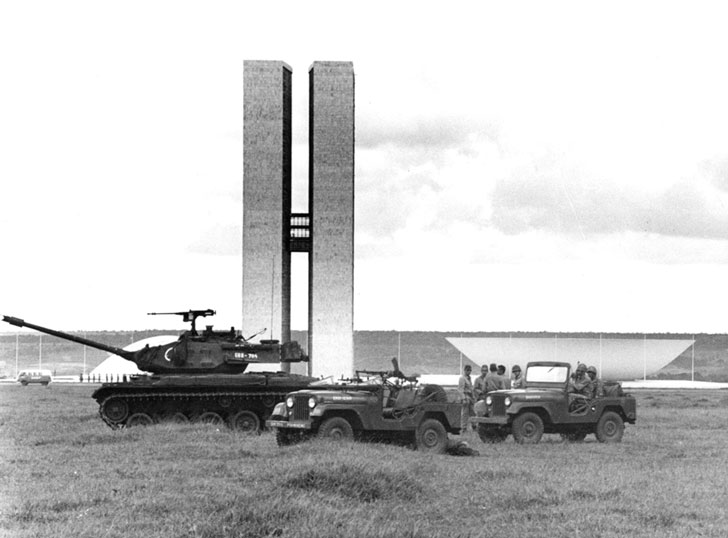
Um tanque e dois jipes em frente ao Congresso

Darcy tentaria manter a autoridade do Brasília, à espera de uma reação legalista no III Exército. O PTB estava preparado para impedir um impeachment, mas a cooperação do general Fico, não vigiando o Congresso com o Exército, era necessária. Porém, à noite o Congresso foi convocado a uma sessão extraordinária e o Exército ocupou a Esplanada dos Ministérios. O general Fico havia ignorado o desejo de Goulart em favor do pedido pelo presidente do Senado e por Costa e Silva, que havia assumido o Ministério da Guerra e ordenado a defesa do Legislativo. Auro de Moura Andrade não tentou o impeachment, mas declarou vaga a presidência da República e fechou a sessão. Às 03:45 do dia 2, Ranieri Mazzilli, presidente da Câmara dos Deputados, tomou posse como presidente da República.
Mazzilli pediu segurança a Costa e Silva, e as Forças Armadas ocuparam Brasília. Os caças da Base Aérea de Anápolis, em Goiás, ficaram em alerta máximo. Uma manifestação de cerca de 300 estudantes e trabalhadores janguistas na avenida W3 Sul foi dispersa com tiros ao ar por pelotões do BGP, um dos quais anteriormente lacrou os transmissores da Rádio Nacional, desarmando os guardas da Polícia Militar, e outro procurou sem sucesso Darcy Ribeiro para prendê-lo.
Com um Estado-Maior da ECEME, o General Souza Aguiar voou a Brasília e às 19:00 do dia 2 assumiu a 11ª RM/Comando Militar do Brasília, de forma cerimoniosa mas claramente “substituindo o outro chefe que servira um governo deposto”. O coronel Raimundo acabou afastado do BGP, assumido então pelo coronel Meira Mattos, vindo de Mato Grosso. O restante dos mato-grossenses demorou uma semana para chegar. Na noite de 4 a 5 de abril ocuparam a sede da SUPRA. Ao Exército em Brasília, inteiramente do lado do novo do regime, sobraram “operações de limpeza e de vasculhamento”, como de um suposto grupo armado em Uruaçu; não havia nada. Também chegaram forças de Minas Gerais, e sua estadia prolongou-se por abril. No dia 9, a PMMG e Polícia Política do DF invadiram a Universidade de Brasília.

#### Frente mineira
Sob ordens da 11ª RM, a 4ª Cia do BGP, reforçada por metralhadoras antiaéreas e dois carros de combate, chegou ao redor de meio-dia de 1 de abril ao corte do rio São Marcos, na divisa Goiás-Minas, para impedir um ataque vindo de Minas Gerais. Depoimentos de participantes descrevem a dúbia motivação de lutar dessa coluna, cujo comandante havia combinado com os subordinados antes da partida em aderir ao inimigo. Ele foi removido do posto pelo coronel Raimundo quando a coluna começou a sair.
Um avião avistou a coluna e o comando militar em Belo Horizonte interpretou-a como possível ataque legalista contra Minas Gerais. Assim, o 10º Batalhão de Infantaria da PMMG, sediado em Montes Claros, fez um rápido deslocamento para defender a fronteira. Ao chegar à cidade de Paracatu, seu comandante, o tenente-coronel Georgino percebeu que estava em desvantagem de forças e armamento. Para compensar sua fraqueza enquanto não chegavam reforços, entrincheirou-se no terreno urbano, onde teria vantagem defensiva. Usando uma tática psicológica, demonstrou aos civis que a cidade seria destruída em combate, e o prefeito, aterrorizado, implorou ao BGP que não atacasse a cidade. A coluna do BGP recuou a Brasília mais tarde no dia 1, mas seu provável motivo foram as adesões do I e II Exércitos.
No dia 2 Mourão Filho organizou o “Destacamento Caicó” para marchar sobre Brasília, comandado pelo coronel Dióscoro Vale. Contava com 2 mil homens do Exército — 1º/12º RI, uma bateria do CPOR de Belo Horizonte e outra do 2º/4º RO 105 — e Polícia Militar — Batalhão de Guardas, 3º BI, Regimento de Cavalaria, Departamento de Instrução e Corpo de Serviço Auxiliar. Em 2 de abril o 10º BI já estava em Brasília. O Destacamento permaneceu na capital até 16 de abril.

#### Retaguarda mato-grossense
Em Mato Grosso (o sul ainda não tinha sido desmembrado) o comandante da 4ª Divisão de Cavalaria se posicionou a favor do movimento de Mourão Filho assim que ouviu dele, na tarde do dia 31. Kruel, entrando na sublevação, contatou pelo rádio seus comandados no Estado, ouvindo em resposta que a “9ª Região Militar está inteiramente solidária com a V.Exª”. O comandante da região ordenou a prisão dos reconhecidamente comunistas. A frente interna em Campo Grande era tranquila: a 4ª DC enviou um grupamento de cavalaria, artilharia, comunicações e material bélico para Rio Brilhante, “na direção do Rio Iguatemi”, para eliminar uma concentração inexistente de brizolistas.
Também se prontificou a, em 48 horas, transferir forças a São Paulo através da Estrada de Ferro Noroeste do Brasil. A ordem que veio do II Exército era para Cuiabá e na outra direção: o 16º Batalhão de Caçadores invadiria Brasília por Jataí. Era uma distância colossal — 1.700 km de estrada, dos quais apenas 200 asfaltados. O coronel Meira Mattos, comandante em Cuiabá, pediu ao 2º Batalhão de Fronteira, de Cáceres, um reforço de segurança à cidade, e “ainda no dia 31 de março” despachou uma coluna motorizada sob o capitão Alírio Cardoso na direção de Rondonópolis e Alto Araguaia. Segundo Meira Mattos ele seria ainda reforçado por Campo Grande, mas não o foi pela “confusão de ordens”, e eram “decisões que não podem esperar muito”. Já por uma fonte de Campo Grande, o grupamento foi preparado para apoiar o 16º BC, mas o general Moacir Araújo Lopes não quis “gastar dinheiro à toa” com o transporte ferroviário.
Meira Mattos “requisitou os três aviões comerciais que haviam pernoitado em Cuiabá” e na manhã do dia 1 aerotransportou uma subunidade, sob o capitão Myron de Oliveira, a Jataí. Tomou um “teco-teco” e visitou a coluna do capitão Alírio, que ao meio-dia já estava em Alto Araguaia. Voou em seguida a Jataí, onde soube que o governador goiano tinha aderido, mas não o comandante do 10º BC, em Goiânia, que estava no caminho. Para lá foi de tarde e apoiado pela PM goiana conseguiu sua adesão. O deslocamento teve o apoio do governador goiano.
Quanto aos deslocamentos aéreos, o então chefe da 4ª seção do II Exército menciona, a pedido de Meira Mattos, um avião do governo de São Paulo transportando efetivos às pontes ao longo da estrada para que não fossem dinamitadas. Segundo um estagiário na 4ª DC um DC-3 civil desembarcava pelotões em cidades alternadas. “Cada fração de tropa desembarcada prosseguia por terra até a próxima comunidade urbana onde havia pista de pouso. O avião voltava, para apanhar os que estavam por último, e transportava a tropa para outra parada”.
Ao saber da intenção de Goulart de abandonar Brasília, Meira Mattos investiu suas forças à capital: o capitão Alírio prosseguiria, o capitão Myron teria sua força motorizada para avançar e os tenentes Daury Carlos de Menezes Filho e Edson Taques da Silva desembarcariam tropas no aeroporto de Brasília. O coronel pousou na cidade num Cessna, de manhã, e logo depois soldados do batalhão sob o major Otiles Moreira da Silva.

### Nordeste

#### Meio militar
Os oficiais oposicionistas já eram numerosos no IV Exército. O manifesto de Mourão Filho após as 17:00 repercutiu, e assim que ouviu dele o 15º RI, em João Pessoa, aderiu. Alguns legalistas foram obstáculos. Os comandantes da 10ª RM e ID/7 não eram confiáveis, mas estavam fora e não puderam atuar. O general Franco Ferreira, comandante da 7ª RM, preocupava os coronéis golpistas por sua lealdade ao governo e eles tinham a alternativa de prendê-lo. Porém, primeiro usaram da distração enquanto se certificavam de que seus subordinados não causariam dificuldade. Quando Ferreira percebeu que não tinha opções, aderiu. Após a consolidação do golpe dentro do IV Exército, há menção a uma ordem de deslocamento da 6ª RM, da Bahia, ao sudeste em apoio à 4ª RM e II Exército.
Na Marinha o almirante Dias Fernandes, do 3º Distrito Naval do Recife, aderiu apesar da expectativa de ser legalista. O 2º Distrito Naval, de Salvador, também aderiu. A Base Naval de Natal, onde o motim da Marinha na Guanabara tinha tido repercussão, não reagiu graças ao controle da oficialidade. Na Aeronáutica, o brigadeiro Homero Souto de Oliveira, da 2ª Zona Aérea, emitiu seu próprio manifesto depois da declaração conjunta do Exército e Marinha no Recife. O coronel-aviador Firmino, comandante da Base Aérea de Natal, recusou-se a aderir e foi substituído. Na Base Aérea de Fortaleza, após uma reunião às 19:00 do dia 1, sargentos legalistas unidos a cabos e soldados, num grupo de 300 praças, muitos armados, buscaram o comandante exigindo um esclarecimento de sua posição. Dois capitães tentaram intimidá-los com uma tropa pequena, mas com metralhadoras. Não chegou a ocorrer confronto, e os sargentos foram depois investigados num inquérito.
A PM Alagoana, assim como o governador, era favorável ao golpe, que manteve controle firme no estado. A PM da Paraíba cooperou com o Exército. Já o comandante da PM Pernambucana, coronel Hangho Trench, era legalista e dispôs tropas nas ruas do Recife, esperando o combate com o IV Exército. Mas ele não tinha ordem do governador para o combate e, mesmo que tivesse, sua corporação tinha apenas 4.000 homens e estaria em desvantagem contra o Exército. O 2º Batalhão, contrariando sua autoridade, aderiu ao golpe. O Exército conseguiu sem resistência ocupar o quartel do Derby, onde Trench tinha posições defensivas, e destituí-lo do cargo às 14:30 do dia 1.

#### Meio civil e pressão militar

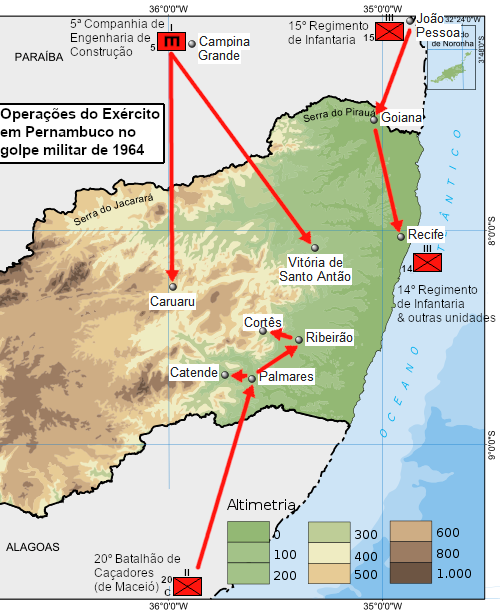
Deslocamentos em Pernambuco

A grande reação ao golpe esperada no Nordeste não apareceu. Nas palavras de Justino, “Ninguém pôde opor-se às armas do 4º Exército, presentes por toda aquela vasta região do Brasil, como se seu destino grandioso as tivesse feito cair do céu.” Seu plano de capturas fez ao redor de mil prisioneiros incluindo Miguel Arraes, governador de Pernambuco. Ainda assim, as reações existiram. Em Pernambuco, além da mobilização legalista na PM, houve a ocupação da estrada de ferro em Caruaru, o levante das Ligas Camponesas em Vitória de Santo Antão e as articulações do dirigente comunista Gregório Bezerra na região de Palmares. Porém, embora a possibilidade de resistência armada tenha sido um pretexto para a deposição do governador Arraes, ele não pretendeu conduzi-la. Tinha apoio popular mas sabia de sua inferioridade militar. Mesmo que tivesse o poder de fogo necessário, só lutaria se a vitória fosse viável a nível nacional. Na avaliação do consulado americano no Recife, a falta de resistência no reduto esquerdista de Pernambuco ocorreu devido ao isolamento físico do estado, rápida ação do IV Exército e falta de disposição à resistência na Polícia Militar e Partido Comunista.
O IV Exército fez deslocamentos da Paraíba e Alagoas, onde a situação política era mais favorável, ao interior pernambucano, controlando os acessos no interior. A 5ª Companhia de Engenharia de Construção foi de Campina Grande a Vitória e Caruaru, o 15º RI, de João Pessoa a Goiana e o Recife, e o 20º BC, de Maceió a Palmares. O 14º RI, 1º/7º RO 105, 7º Cia PE e Esquadrão de Reconhecimento Mecanizado ocuparam as ruas do Recife e na manhã do dia 1 cercaram o Palácio das Princesas, sede do governo estadual. Houve receio do confronto com a guarda da PM, mas ela não resistiu. O governador rejeitou o ultimato de Justino e foi deposto e preso. As forças responsáveis pelo cerco abriram fogo contra uma manifestação estudantil nas redondezas, deixando dois mortos. Em Sergipe, o governador Seixas Dória teve o mesmo destino, sendo preso na noite do dia 1 ou às 05:00 da manhã seguinte por uma companhia de cerca de 120 homens do 28º BC.
Três governadores — Petrônio Portella, do Piauí, Aluízio Alves, do Rio Grande do Norte, e Lomanto Júnior, da Bahia — declararam-se a favor do governo mas foram intimidados a voltar atrás. No caso do Piauí, o governador recebeu à meia-noite uma comitiva do 25º BC, sendo informado das medidas de controle da cidade. A Polícia Militar foi dispersa pelos pontos sensíveis. O governador só não foi informado que com isso o Exército tinha uma companhia pronta para ocupar o quartel fracamente protegido da PM — e outra para seu Palácio. Nove horas depois emitiu um manifesto contra o golpe, mas, ameaçado de prisão, voltou atrás. Virgílio Távora, do Ceará, e Pedro Gondim, da Paraíba, foram intimidados a aderir. Militares mais exaltados quiseram depor os governadores do Ceará e Bahia, mas Justino não permitiu.
O prefeito de Natal, Djalma Maranhão organizou sua prefeitura como “QG da Legalidade”, o qual era apenas uma aglomeração de governistas, mas incomodou os militares, que a tomaram como ameaça de mobilização. Ele e o vice-prefeito foram presos por capitães do 2º/7º RO. Na Paraíba a PM agiu em Rio Tinto, onde o prefeito apoiou uma ação do sindicato e das Ligas Camponesas, ocupando a fábrica de tecidos e montando arame farpado na cidade. Segundo um capitão do 28º BC, de Aracaju, uma coluna do batalhão seguiu a Propriá, no interior sergipano, para prender o prefeito Geraldo Sampaio Maia, irmão do deputado líder do governo na Assembleia, conduziu uma passeata com “mais de trezentos homens armados, inclusive com metralhadoras”; até mesmo “ameaçavam dinamitar uma ponte nas proximidades”.
Na Bahia, um contingente do CPOR ocupou na noite do dia 31 a Praia da Calçada para bloquear a PM vinda da Península de Itapagipe. De manhã o 19º BC ocupou a refinaria de Mataripe. À tarde a bateria de artilharia de costa de Amaralina cercou a Base Aérea e uma reação no sindicato dos petroleiros foi dispersa. Ao fim da dominação da região, o IV Exército chegou a expedir uma ordem para as forças aquarteladas na Bahia se deslocarem ao sul, em apoio a Mourão Filho e Kruel.

### Paraná e Santa Catarina

#### Desvio dos comandantes legalistas
Os generais Silvino Castor da Nóbrega e Chrysantho de Miranda Figueiredo, respectivamente comandantes da 5ª RM/DI e ID/5, eram governistas mas estavam de férias no Rio de Janeiro. O general Dário Coelho, simpatizante dos conspiradores, comandava interinamente a região. À noite Silvino e Chrysantho vieram de avião para reassumir seus comandos, mas o comando regional conspirou com o governador Ney Braga e o comandante da Base Aérea de Curitiba para impedir a aterrissagem, e o avião seguiu a Porto Alegre.
De madrugada, a 5ª RM/DI recebeu notícia da adesão do II Exército e garantiu que a retaguarda paulista não seria ameaçada. Anteriormente, às 22:50 de 31 de março, a Região recebeu ordem de deslocar o 5º Esqd Rec Mec até Registro, na fronteira paulista, mas “ordenou ao comandante da citada Unidade que ficasse em condições de cumprir missão, sem contudo explicitar qual a missão”. Quando às 05:00 o ministro da Guerra pediu informações, ouviu apenas “Situação calma”. Às 06:40 o general Silvino, que havia desembarcado em Porto Alegre, enviou ordens para o deslocamento de três grupamentos motorizados rumo a São Paulo (Registro, Itararé e Capela da Ribeira). Elas foram rejeitadas e a região finalmente aderiu ao golpe, com a concordância da maioria de seus oficiais; alguns discordantes foram presos. Após as 12:20 Silvino ainda tentou dar ordens às unidades em Santa Catarina (13º BC, 14º BC e 23º RI), sem sucesso, pois já estavam dentro do esquema do general Dário.
A posição do governador paranense em favor do golpe foi importante, e no território da Região, aderiram não só as Forças Armadas como também as auxiliares, especialmente a Polícia Militar do Paraná. Um batalhão da PM foi mantido em reserva em Curitiba à disposição do Exército. O contra-almirante Murilo Vasco do Vale Silveira, comandante do 5º Distrito Naval, transmitia ao Exército informações recebidas de seus subordinados no Rio Grande do Sul.

#### O eixo Paraná-Rio Grande do Sul

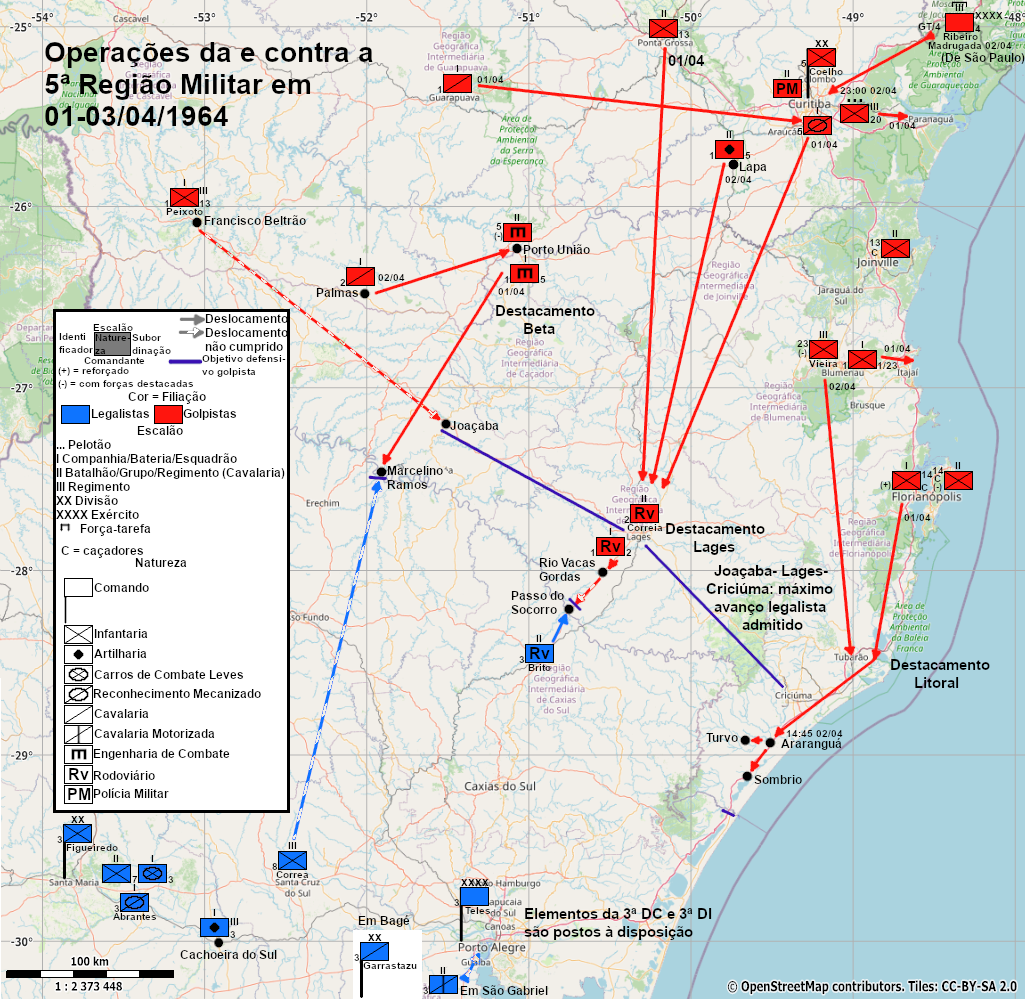
Deslocamentos do Paraná e Santa Catarina contra o Rio Grande do Sul, e deslocamentos ordenados do Rio Grande do Sul na direção oposta

A adesão da 5ª RM/DI foi anunciada às 07:00 do dia 1. Tendo escolhido o lado em que lutar, ela teve que lidar com a logística, distribuindo meios a algumas unidades, e especialmente administrando sua escassez de combustível. A Rede de Viação daria prioridade ao transporte de combustível a Curitiba e Paranaguá, cidades nas quais, com os agentes das distribuidoras de produtos de petróleo, se fariam estoques emergenciais. As tropas em deslocamento estavam autorizadas a requisitar veículos e combustível. Posteriormente o combustível em mãos das distribuidoras só saía com o sinal verde da 4ª Seção do Estado-Maior. Ao II Exército foi pedido o desembarque de petroleiros em Paranaguá e Itajaí.
Às 07:00 o comando ordenou o deslocamento até a fronteira de Santa Catarina com o Rio Grande do Sul para barrar qualquer progressão do restante do III Exército na direção contrária. Se perdesse espaço a uma ofensiva, poderia recuar até no máximo Joaçaba, Lages e Criciúma. Daria passagem a forças aliadas vindas do norte e trataria de “neutralizar a ação de elementos militares e civis comunistas ou simpatizantes”. As formações regionais foram agrupadas em três destacamentos, Beta, Lages e Litoral. Ocupariam, respectivamente, Marcelino Ramos, na T-7, o Passo do Socorro, na BR-2 (BR-116), e a passagem de fronteira na BR-59 (BR-101).
As ordens imediatas eram, no Destacamento Beta, ocupar Marcelino Ramos e retardar qualquer tropa mais forte pela ferrovia com a 1ª Cia do 5º BE Cmb. O restante do batalhão ficou em Porto União. A 1ª Cia do 13º RI deveria seguir a Joaçaba, mas por falta de recursos e sabendo que a 3ª DI já estava do seu lado permaneceu em Francisco Beltrão. Partes do Destacamento Lages convergiram na cidade homônima. No Destacamento Litoral uma companhia reforçada do 14º BC foi subordinada ao 23º RI e juntos foram na direção de Tubarão, enquanto a 1ª Cia do 23º RI tomou o aeroporto e combustível em Itajaí.
Outras medidas foram a manutenção da ordem em Paranaguá por um pelotão do 20º RI e em Florianópolis pelo restante do 14º BC associado ao 5º Distrito Naval. Joinville foi defendida pelo 13º BC. Às 21:50 um esquadrão de cavalaria foi chamado a Curitiba.
Para reconquistar sua Região, Silvino recebeu de Ladário o comando de três grupamentos formados por unidades da 3ª DI (Santa Maria) e 3ª DC (Bagé), sem retirar efetivos de Porto Alegre e da região industrial de São Leopoldo. Essas divisões logo seriam perdidas para a adesão ao golpe e rejeitaram o movimento. Mas o III Exército enviou também o 3º Batalhão Rodoviário (BRv) de Vacaria ao Passo do Socorro, na fronteira catarinense. Cumprindo prontamente, pôs-se em rota de colisão com o 2º BRv, de Lages.
O 2º BRv deveria controlar a passagem sobre o rio Pelotas, na fronteira. Os elementos mais próximos, um tenente, três sargentos e alguns soldados, tentaram obstruir a ponte, mas foram presos pela tropa do 3º BRv. Outro oficial do 2º BRv também foi preso. O 2º BRv teve que fazer posições defensivas mais ao norte, no rio Vacas Gordas, com a 1ª Companhia. A Rádio Nacional erroneamente noticiou a morte em combate dos dois tenentes do 2º BRv na fronteira.
| Formações relacionadas ao teatro da 5ª RM | |
| Golpistas | Legalistas |
| --- | --- |
| II Exército (General-de-exército Amaury Kruel) - Grupamento Tático 4 (Coronel Carlos Alberto Cabral Ribeiro) - 4º Regimento de Infantaria (Coronel Carlos Alberto Cabral Ribeiro) - 2º Grupo de Obuses de 155 mm (Coronel Abraão Ramiro Bentes) - 2º Grupo de Canhões Automáticos Antiaéreos de 40 mm - Elementos de comunicações e saúde - 17º Regimento de Cavalaria (Coronel João Marques Ambrósio) 5ª Região Militar/Divisão de Infantaria (General-de-brigada Dário Coelho) - Destacamento Beta (Tenente-coronel Nelson Guanabara Santiago) - 5º Batalhão de Engenharia de Combate - 2º Esquadrão Independente de Cavalaria - 1ª Companhia do 13º Regimento de Infantaria (Capitão Dimaróh de Marins Peixoto) - Destacamento Lages (Coronel Samuel Augusto Alves Correia) - 2º Batalhão Rodoviário (Coronel Samuel Augusto Alves Correia) - Batalhão do 13º Regimento de Infantaria - 1º Grupo do 5º Regimento de Obuses de 105 mm - 5º Esquadrão de Reconhecimento Mecanizado - Destacamento Litoral (Coronel Newton Machado Vieira) - 23º Regimento de Infantaria (-)(Coronel Newton Machado Vieira) - Companhia reforçada do 14º Batalhão de Caçadores - 1ª Companhia do 23º Regimento de Infantaria - Reserva em Curitiba - 1º Esquadrão Independente de Cavalaria - Um batalhão da PMPR - Outras formações empregadas - Pelotão do 20º Regimento de Infantaria - 13º Batalhão de Caçadores - 14º Batalhão de Caçadores (-) | III Exército (General-de-divisão Ladário Pereira Telles) - 3º Batalhão Rodoviário (Coronel João Guerreiro Brito) - 3 GTs à disposição do General-de-divisão Silvino Castor da Nóbrega - Elementos da 3ª Divisão de Infantaria: - Batalhão do 7º Regimento de Infantaria - Bateria do 3º Regimento de Obuses de 105 mm - 3º Esquadrão de Reconhecimento Mecanizado (Capitão Milton Abrantes) - Companhia do 3º Batalhão de Carros de Combate Leves - 8º Regimento de Infantaria (Coronel Augusto Luiz de Faria Correa) - Elementos da 3ª Divisão de Cavalaria incluindo - 3º Regimento de Cavalaria Motorizado (a seguir a Porto Alegre) |

#### Dia 2 em diante
Pela manhã do dia 2, Costa e Silva provisoriamente incorporou a 5ª RM ao II Exército. Com a possibilidade de conflito com os legalistas no Rio Grande do Sul, veio de São Paulo o Grupamento Tático 4.  Tinha a infantaria psicologicamente preparada, mas só recentemente incorporada do 4º RI, e  ônibus e caminhões requisitados. Partindo no início da madrugada, chegou às 23:00 em Curitiba. Com o fim da crise, não precisou ser empregado e regressou parte por parte nos dias 4 e 5. Outra ajuda paulista foi o navio Pojuca, que no dia 4 aportou em Paranaguá com 4461 toneladas de gasolina e 3170 de óleo diesel.
No dia 2 cumpriram-se mais ordens emitidas na véspera: no Destacamento Beta, o 2º EIC foi a Porto União. O 1º/5º RO 105 seguiram a Lages. No Litoral, avançou o 23º RI (-) e vieram novas determinações: a Cia do 14º BC, de Tubarão, fechou a “rádio subversiva” de Criciúma, deixou ali um pelotão e prosseguiu rumo ao sul. Chegou em Araranguá às 14:45, mas por novas ordens o avanço foi interrompido, emitindo somente forças de reconhecimento até a fronteira. Também o Destacamento Lages não saiu da cidade. No Rio Grande do Sul formação após formação aderia, até que no dia 3 terminava a crise, com pela manhã a seguinte situação:
- GT/4 e 1º EIC em Curitiba
- Destacamento Beta: 5º BE Cmb (-) e 2º EIC em Porto União, 1ª/5º BE Cmb em Marcelino Ramos
- Destacamento Lages: 2º BRv (-), Batalhão do 13º RI, 1º/5º RO 105 e 5º Esqd Rec Mec em Lages, 1ª/2º BRv no Rio Vacas Gordas
- Destacamento Litoral: 23º RI (-) em Tubarão, Cia do 14º BC em Araranguá, elementos de reconhecimento em Turvo e Sombrio

Os Destacamentos Beta e Lages foram liberados a retornar aos quartéis. O Litoral foi reorganizado no dia 6 e só saiu no dia 12, pois foi retido para estabilizar a região carbonífera. Criciúma, a “capital” do carvão mineral no Brasil, foi possivelmente o amior foco de resistência ao golpe em Santa Catarina. O presidente do Sindicato dos Mineiros blefou, declarando que os sindicalistas estavam armados. O movimento grevista só se desmobilizou no dia 2 de abril, ao tomar conhecimento que o III Exército havia aderido ao golpe.

### Rio Grande do Sul

#### Posse legalista em Porto Alegre

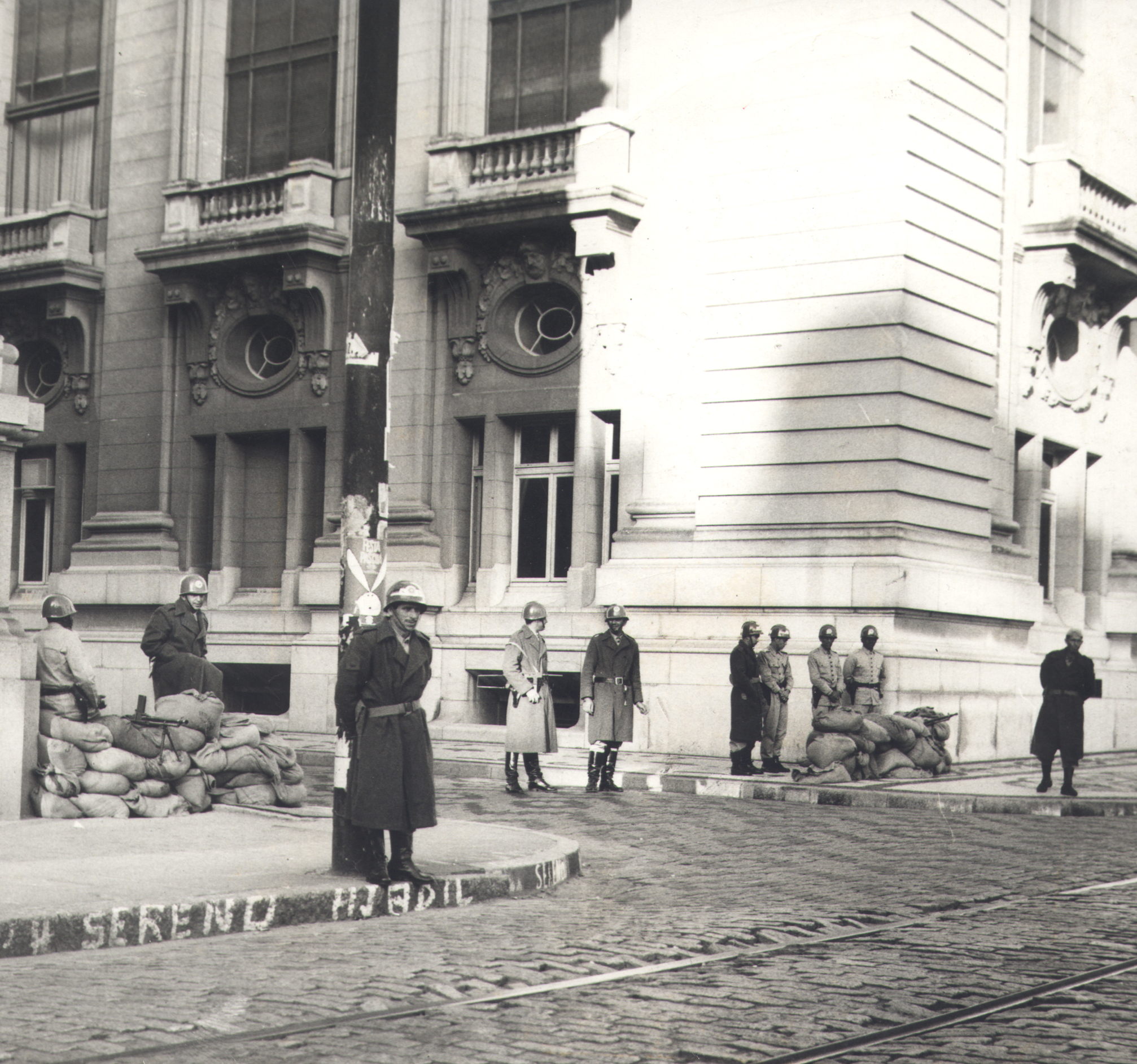
Brigada Militar no Palácio Piratini

Com a deflagração do golpe, o governo federal eliminou os generais pouco confiáveis dos comandos em Porto Alegre. O general Galhardo, do III Exército, foi substituído às 02:50 de 1º de abril pelo general Ladário Pereira Teles. Adalberto Pereira dos Santos, comandante da 6ª DI, entregou o comando e, em vez de seguir ao Rio de Janeiro como ordenado, clandestinamente assumiu o comando em uma de suas guarnições (Cruz Alta), com o comando na sede assumido pelo coronel Jarbas Ferreira de Souza.
Quando às 07:00 Brizola pediu a Ladário a requisição das rádios e TVs da capital, foi atendido. Brizola, agora somente deputado federal e não governador, dependia da autoridade de Ladário e do prefeito de Porto Alegre, Sereno Chaise. Pretendia uma Segunda Legalidade, repetindo o sucesso de 1961. O legalismo dominaria política e militarmente o Rio Grande do Sul e mobilizaria a opinião pública nacional. Em rede, Brizola conclamava os civis ao voluntariado, e os sargentos, à tomada dos quartéis. O governo estadual e os conspiradores militares, que planejavam aderir ao golpe, sofriam um grande revés. Para piorar, às 11:00 dois mil manifestantes pela legalidade foram em frente ao Palácio Piratini, sede do governo estadual, e havia o temor de uma invasão. Soldados da Brigada Militar com metralhadoras e baionetas defrontavam a multidão, mas Ladário também queria requisitar justamente a Brigada Militar. Ao meio-dia ele deu um ultimato para que o governador entregasse a Brigada até as 14:00.
Espremido entre a multidão e o ultimato, Meneghetti acionou uma alternativa planejada há tempo: a Operação Farroupilha, evacuação do governo estadual para o interior, optando pela cidade de Passo Fundo, nexo ferroviário e estrategicamente próxima da divisa setentrional do estado. Ele anunciou sua adesão ao golpe, deixou Porto Alegre no início da tarde e chegou a Passo Fundo à noite. Enquanto isso, a requisição da Brigada Militar não foi adiante: a atitude do governador era de que “Se ela quisesse ir que fosse, se não que viessem buscá-la”. Às 17:00, seu comandante, o coronel Octávio Frota, declarou a Ladário que permanecia leal ao governador, mas não atacaria o III Exército e “só reagiria se fosse hostilizado”. Frota entrincheirou seu QG na Avenida Praia de Belas e, embora os tanques do III Exército cercassem as forças levemente armadas da Brigada Militar, Ladário não ordenou ataque ao quartel. Havia rumores de que a oficialidade do Exército não aceitaria o bombardeio.

#### Plano de movimento ao norte
A posse de Ladário criou expectativa de um choque militar dentro do III Exército. Ao norte, o II Exército e a 5ª RM/DI já haviam aderido ao golpe. Para recuperar a autoridade legalista em Curitiba, o comando do III Exército designou pela manhã três Grupamentos Táticos motorizados sob o comando do general Silvino. Eles foram organizados a partir da 3ª DI e 3ª DCs, com o cuidado de não usar tropas da capital e da zona industrial circundante. Os grupamentos seguiriam pela estrada de ferro Porto Alegre-Vacaria-Lages e a rodovia Porto Alegre-Araranguá-Florianópolis, tendo inicialmente como objetivo a divisa catarinense. O 3º Batalhão Rodoviário (BRv), de Vacaria, recebeu também ordem de ocupar a passagem na divisa com Santa Catarina. As tropas viriam de Santa Maria, Santa Cruz do Sul, São Gabriel e Bagé, estabelecendo pontos fortes em Cruz Alta e Passo Fundo.
Os três grupamentos não saíram de fato. Na 3ª DI, às 08:30 chegaram ordens para o deslocamento ferroviário de Santa Maria rumo a Curitiba de um batalhão do 7º RI, uma bateria do 3º RO 105, o 3º Esqd Rec Mec e uma companhia do 3º BCCL. Às 09:30, para o deslocamento do 8º RI, de Santa Cruz do Sul, a Marcelino Ramos. A oficialidade do 3º RO 105 já estava decidida a desobedecer. Segundo seu comandante, o coronel Ruy de Paula Couto, os sindicalistas ferroviários locais, que disponibilizaram um trem de 119 vagões, foram informados dessa ordem antes mesmo do comando da 3ª DI, e o deslocamento seria “entregar a Guarnição para os comunistas”.
Às 11:30 o general Mário Poppe de Figueiredo, comandante da 3ª DI, até então de confiança do governo, aderiu ao golpe sob pressão de seus subordinados e outros generais. Na 3ª DC uma composição ferroviária foi disponibilizada para transportar o 3º RCM de São Gabriel a Porto Alegre, mas o comandante não cumpriu a ordem. A 2ª e 3ª DCs, dos generais Joaquim de Mello Camarinha e Hugo Garrastazú, haviam aderido ao golpe antes mesmo da 3ª DI. A ocupação militar dos pátios ferroviários em Santa Maria e Bagé (sedes da 3ª DI e 3ª DC), noticiada a partir das 10:30-11:00 de 1º de abril, sinalizava a desobediência ao III Exército e impossibilidade do deslocamento ordenado. Santa Maria era entroncamento ferroviário estratégico, e as rodovias não eram boas alternativas — poucas eram pavimentadas.

#### Situação militar em 2 de abril

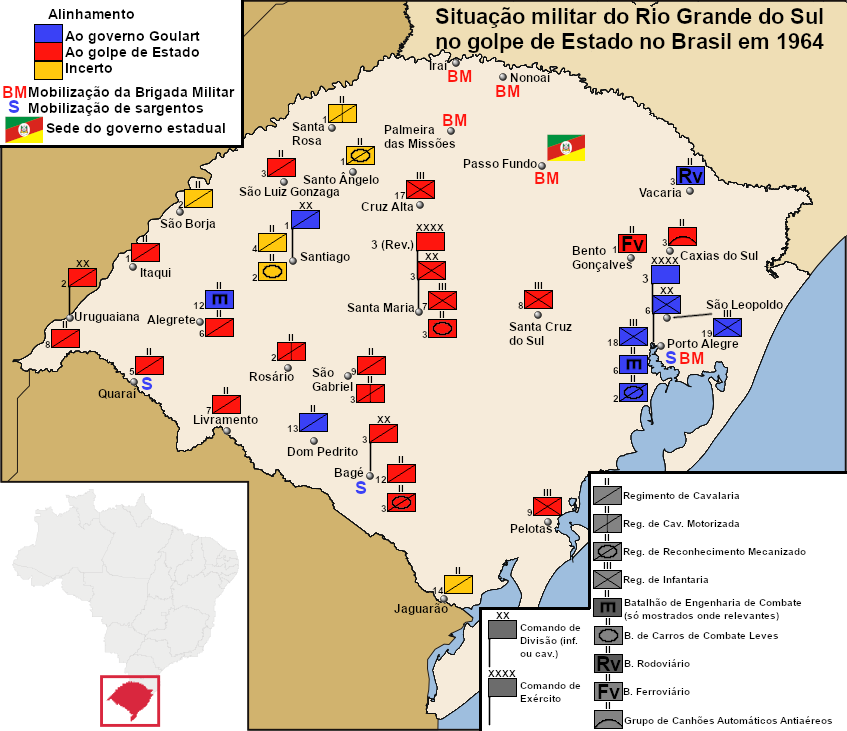
Alinhamento político das unidades

A 5ª Zona Aérea estava do lado do general Ladário, e sargentos legalistas ocuparam o Aeroporto Salgado Filho. Os sargentos do Exército e Brigada Militar em Porto Alegre pareciam favoráveis a Brizola. Porém, um levantamento do III Exército constatou como leais apenas a 1ª DC e as guarnições de Vacaria, Porto Alegre e São Leopoldo. Em Porto Alegre estavam o 6º BE Comb, de onde veio o novo comandante da 6ª DI, o 18º RI e o 2º Regimento de Reconhecimento Mecanizado. Em São Leopoldo estava o 19º RI, onde a situação interna era profundamente dividida e o comandante legalista acabou imobilizado pelos subordinados. O outro regimento da divisão, o 17º RI, estava em Cruz Alta, plenamente do lado do golpe e sob comando do general Adalberto.
O 3º BRv permanecia leal e controlava uma passagem estratégica na fronteira com Santa Catarina, mas era apenas uma unidade de engenharia de construção, com pouco valor militar e tropa maltreinada e mal-armada. Em 2 de abril a unidade estava isolada e sob ameaça do 3º Grupo de Artilharia Antiaérea de Caxias do Sul. Um avião largou folhetos incitando o batalhão à rendição. O depoimento de Emerson Rogério de Oliveira, sargento nas posições defensivas do batalhão, descreve um clima de ansiedade e preocupação.
Na 1ª DC, em Santiago, o general João de Deus Nunes Saraiva permaneceu fiel a Ladário e aceitou seu chamado a Porto Alegre. Sua ausência custou sua autoridade na sede. Dos seus quatro regimentos de cavalaria (1º, 2º, 3º e 4º), o 1º, de Itaqui, e 3º, de São Luiz Gonzaga, aderiram ao golpe. O controle das ferrovias pela 3ª DI impedia um deslocamento legalista da 1ª DC. Ainda assim, as divisões vizinhas se viram obrigadas a tomar precauções defensivas contra ela.
Na 2ª DC, em Uruguaiana, houve na sede a prisão do prefeito, tabelamento de preços e controle dos meios de transporte. Um pelotão do 8º RC foi ao Rio Ibicuí, na fronteira com a 1ª DC, enquanto o 5º RC de Quaraí (cidade mais segura no meio civil) foi empregado como reserva em Harmonia, entre Quaraí, Uruguaiana e Alegrete. O combustível era problema. Há tempo o que chegava à guarnição era mínimo, e agora o disponível na cidade era racionado. Para garantir o acesso ao resto do Estado e a chegada do combustível era preciso controlar a ponte rodoferroviária de Cacequi, na direção de Santa Maria. A princípio não se sabia da definição da 3ª DI e tampouco da 3ª DC. Um esquadrão do 2º RCM seguiu à cidade, que também tinha alvos políticos, os sindicalistas ferroviários. No caminho a Cacequi estava Alegrete, onde o comandante do 12º BE Comb, o tenente-coronel Adão Prestes do Monte, era legalista, ligado aos esquerdistas locais e comandante da significativa guarnição, que também incluía o 8º RC e um grupo de artilharia. Um emissário foi enviado para negociar com Monte e deslocar um esquadrão do 8º RC a Manoel Viana. Monte tardou a aceitar o golpe, mas as outras unidades da guarnição estavam de acordo com o comando da divisão.
Na 3ª DC a participação no golpe foi mais difícil. Dos seus quatro regimentos de cavalaria, o 14º e possivelmente o 13º não aderiram ao golpe. Na sede, em Bagé, havia em formação uma milícia para enfrentar a Brigada Militar, e o integralista Umberto Pergher, engenheiro-chefe de uma empreiteira, ofereceu caminhões, gasolina e dinamite ao Exército. Porém, sargentos legalistas capturaram o QG da divisão, tomaram os oficiais como reféns e defenderam os muros com seus soldados.
O general Garrastazu e seu chefe de Estado-Maior conseguiram escapar e planejaram atacar o QG. Conforme o relato de um oficial do 3º Regimento de Artilharia 75 mm a Cavalo, todos os comandantes da cidade (do 3º RA 75, 12º RC e 3º R Rec Mec) estavam fiéis a Garrastazu, mas somente seu comandante, o coronel Cortes, tinha pleno controle da tropa. Seu regimento dispersou uma manifestação legalista e brizolista na prefeitura. No dia 2 ainda faltava reconquistar o QG. Segundo o relato, os sargentos do 3º R Rec Mec queriam defender o QG com suas viaturas, mas foram dissuadidos pela artilharia. O 12º RC recebeu ordem de atacar o quartel, mas os sargentos recusaram-se a enfrentar seus colegas. Por fim, partiu uma bateria da artilharia com um canhão de 75 mm, apenas para efeito psicológico. O relato atribui a isso a rendição dos sargentos, mas outra fonte define-a como uma resposta à adesão da 3ª DI ao golpe.

Ildo Meneghetti com a Brigada Militar em Passo Fundo

Em Santa Maria, sede da 3ª DI, a ocupação das ferrovias antecedeu a adesão ao golpe, e posteriormente ela acionou seu plano de segurança interna, isolando a cidade do resto do estado. Após o início da greve ferroviária à meia-noite de 31 de março a 1º de abril, o II Grupo do 3º RO 105 ocupou a Viação Férrea às 00:45. Reforçado por um pelotão do 3º BCCL, o II Grupo era usado para tais missões por não ter equipamento para atuar como artilharia. Às 15:00 ele deixou a guarda para o I Grupo e, ainda apoiado pelo BCCL, dispersou uma manifestação governista no “Palácio Rosado”, sede do PTB local. Com a declaração de governo militar, reuniões de mais de duas pessoas estavam proibidas A usina de força, central telefônica e rádios também foram ocupadas. Após as 16:45 uma companhia reduzida do 7º RI mantinha a ordem pública, enquanto a 3ª Cia de Manutenção e o 3º Esqd Rec Mec vedavam a saída de alimentos e entrada de armas.
As medidas militares da 3ª DI guardavam os flancos de Santa Maria. O 8º RI estava ordenado a defender seus eixos a sul, leste ou norte, podendo recuar a oeste de sua sede, a Cerro Chato ou Candelária. O 3º GO 155, a sudeste, poderia reforçar o 8º RI e guardava a sul, devendo defender os eixos de Cachoeira do Sul a Capané (sul) e Rio Pardo (leste). O 7º RI enviou uma companhia de fuzileiros reduzida (dois pelotões de fuzileiros e uma seção de petrechos) a Val de Serra na direção de Cruz Alta, a norte, e outra ao Passo do Arenal, a sul. Uma patrulha do 3º Esqd Rec Mec vigiaria Canabarro, a oeste. A ordem ao 7º RI data do dia 2 e as demais do dia 1; o 8º RI e 3º GO 155 receberam suas na noite do dia 1 ao dia 2. Na tarde de 2 de abril, o 8º RI requisitou veículos para transportar tropas a Rio Pardo.
O governo estadual operava a partir do quartel do 2º Batalhão Policial em Passo Fundo, de onde planejava a reconquista de Porto Alegre. Com a adesão do I/20º RC do Exército, voluntários locais e reforços da Brigada Militar de Porto Alegre, Iraí, Palmeira das Missões, Nonoai e outros municípios, a guarnição cresceu de 400 a 1.500 soldados.

#### Planos de ofensiva a Porto Alegre

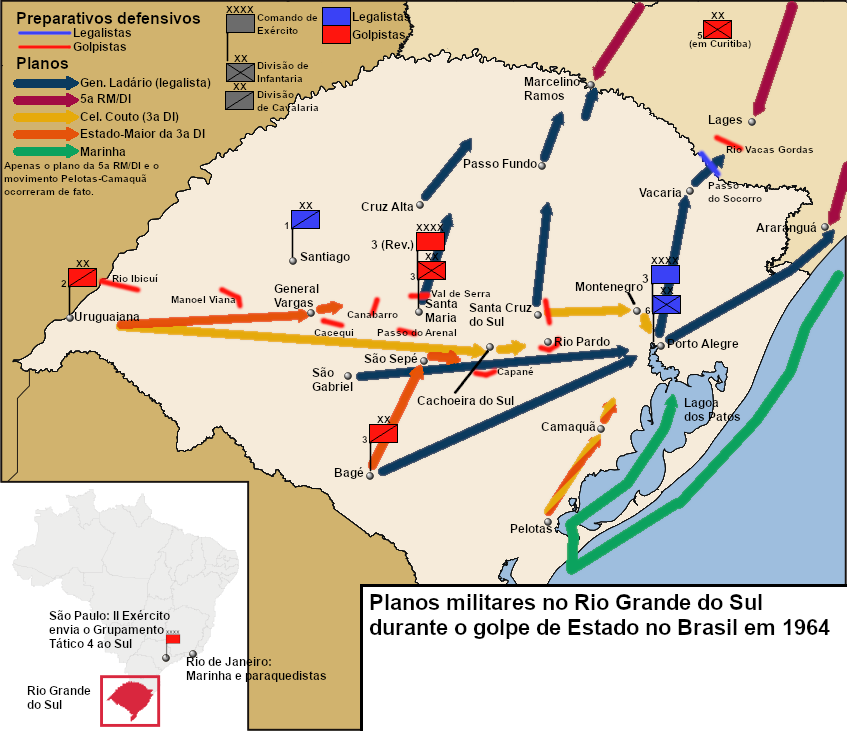
Movimentos planejados rumo a Porto Alegre

Às 10:00 de 2 de abril foi divulgada a autoproclamação de Poppe de Figueiredo como comandante do III Exército. As forças que já haviam aderido ao golpe uniram-se sob seu novo “III Exército Revolucionário”, rejeitando a autoridade de Ladário, e surgiu a perspectiva de choque com os legalistas remanescentes. O panorama era de uma convergência das forças golpistas para esmagar o último reduto legalista em Porto Alegre. No interior do Estado, o general Poppe organizava suas unidades sublevadas. As colunas da 5ª RM/DI marchavam pelo Paraná e Santa Catarina, e forças do II Exército de São Paulo ao Paraná. Às 09:00 a “Rede da Liberdade” paulista anunciava que a Marinha e Aeronáutica também participariam da batalha final. A Embaixada americana relatava de planos para um ataque paraquedista e uma entrada da Marinha na Lagoa dos Patos e no Guaíba. Por determinação do Estado-Maior da Armada, o navio hidrográfico Canopus bloqueava a entrada de petroleiros no Porto de Rio Grande.
Em 2 de abril, o general Floriano Machado teria afirmado a Goulart que tropas de Curitiba avançavam a Porto Alegre e ele seria preso se não deixasse o país em duas horas. Para um então estagiário no Estado-Maior da 5ª RM/DI, essa afirmação é exagerada. No relatório da Região Militar, o avanço mais próximo de Porto Alegre foi o de uma companhia do 14º BC que chegou a Araranguá às 14:45 do dia 2. Os objetivos da 5ª RM/DI seriam defensivos numa primeira fase, para em seguida “assegurar o desembocar de tropas amigas para o S, ficando em condições de integrá-las”. Assim chegou o GT/4. O general Kruel pretendia adentrar o Rio Grande do Sul com essa força do II Exército. O general Cordeiro de Farias pretendia tomar de Ladário o comando do III Exército, mas foi desaconselhado por Costa e Silva, segundo o qual Kruel tinha um acerto de contas pessoal a fazer com Brizola.
O plano das divisões dentro do Rio Grande do Sul é descrito por Ivan Ruy de Paula Couto, então respondendo interinamente pela Artilharia Divisionária da 3ª DI. Ele afirma ter desenvolvido a seguinte manobra: a 2ª DC deslocaria um grupamento tático motorizado até o arroio Iruí, em Cachoeira do Sul, possivelmente seguindo adiante junto com a guarnição local; o 8º RI, de Santa Cruz do Sul, seguiria a Montenegro; e o 9º RI, de Pelotas, deslocaria um batalhão a Camaquã. Segundo ele, o plano desenvolvido pelo Estado-Maior era pouco diferente dessa ideia inicial. Na manhã de 2 de abril, foram distribuídas as seguintes ordens: a 2ª DC a General Vargas mas também defendendo-se no corte do Ibicuí, a 3ª DC a São Sepé e o 2º/9º RI, batalhão da 3ª DI, a Camaquã; todos os três movimentos poderiam prosseguir a Porto Alegre.
Esse último deslocamento é registrado no relatório da divisão. Houve atraso nas requisições e ele só começou às 17:00, mas foi interrompido às 18:30 com o fim da resistência em Porto Alegre. Ainda na véspera circularam rumores em Porto Alegre de que mil homens do 6º RC, pertencente à 2ª DC, avançavam de Alegrete à capital, mas Floriano Aguilar Chagas, oficial de Estado-Maior da 2ª DC enviado à cidade, não relata tal movimento. As ordens para a 2ª e 3ª DCs, respectivamente às 08:40 e 09:05 do dia 2, saíram deliberadamente “em fonia e em claro” para que fossem ouvidas em Porto Alegre, como registrado no relatório da 3ª DI. Os tenentes-coronéis Couto e Agostini, ambos da 3ª DI, relatam da transmissão também pelas rádios civis e atribuem a essa tática a intimidação do círculo de Goulart em Porto Alegre.

#### Goulart no Rio Grande do Sul
Enquanto isso, o Presidente, esperado às 22:30, desembarcou em Porto Alegre às 03:58. Às 08:00, escoltado por blindados no QG do III Exército, reuniu-se com sua cúpula, incluindo Brizola e os generais Ladário, Otomar Soares de Lima (seu chefe de EM), Saraiva, Crisanto e Floriano da Silva Machado (comandante da 3ª RM). Floriano insistiu que Goulart abandonasse a luta, pois a resistência era impossível, no que concordavam Otomar e Saraiva. Este último ainda podia contar com sua tropa da 1ª DC em São Borja. Consta, porém, na História Oral do Exército que teria apontado num mapa do Sul e proposto: “Subo com a minha Brigada por aqui, atravesso o rio Uruguai, faço um envolvimento e partimos para São Paulo"; “Vou lançar uma coluna daqui, subo até Marcelino Ramos, monto uma outra que vai subir por Vacaria...” Brizola elogiou sua agressividade. Nunca chegou a efetuar tais planos, pois na volta ouviu que não comandava mais e seria preso se pousasse em Santiago.
Discordando, Brizola ainda acreditava na possibilidade de resistência e era apoiado por Ladário. Possivelmente tinham-se a guarnição da capital, o 2º BRv e a 1ª DC, suplementados pela Brigada Militar requisitada por decreto presidencial e 20 mil armas, 6 milhões de cartuchos e 5 mil voluntários convocados por Brizola. O Presidente se refugiaria em São Borja, tendo empossado como ministros Ladário (Guerra) e Brizola (Justiça), deixando com eles as mobilizações militar e civil à frente de um governo reorganizado a partir de Porto Alegre. Como Goulart era “homem do povo”, a resistência ali energizaria a opinião pública nacional. “Um dos generais” espantou-se: “Isso é uma loucura. Loucura, Ladário! O que vocês estão propondo é uma loucura. Militarmente a situação é muito grave”, “não podemos pensar de maneira nenhum em guerra”.
Ladário insistiu: “minha mentalidade de soldado é de que enquanto se dispõe de um punhado de homens se resista, até esperar que a vitória se conquiste por milagre”. “Para Goulart, Ladário Telles acabara de admitir a impossibilidade de resistência”. A guerra civil era inevitável e ele não desejava sangue. Pesou sua inferioridade diante das forças civis e militares do golpe. Sabia, ainda, que contava com a hostilidade dos Estados Unidos. Sua decisão final foi: 
Agradeço sua lealdade, general Ladário. Não desejo derramamento de sangue em defesa do meu mandato. Seguirei para algum lugar do país, onde aguardarei os acontecimentos. Não renunciarei, entretanto.
Eram 10:00. Às 11:30 decolou ao interior do país. Foi a sua estância em São Borja, sob um parco esquema de segurança montado por Assis Brasil. Um emissário da 2ª DC passou pela região, ainda considerada parte do território legalista da 1ª DC. “O ambiente lá é de churrasco, está todo mundo churrasqueando, não há tropa, coisa nenhuma, aquilo está uma loucura, um caos. O importante é que mandaram carnear e assar um boi, para todo mundo, toda aquela politicagem do Partido Trabalhista Brasileiro”. Por fim, às 15:30 do dia 4 decolou ao exílio no Uruguai.

#### Desfecho
Após a saída de Goulart, Ladário passou a acatar as ordens de Costa e Silva para a manutenção da ordem em Porto Alegre. Em 3 de abril ele deixou a cidade de manhã. Os contingentes de Poppe de Figueiredo e Ildo Meneghetti partiram de Santa Maria e Passo Fundo, convergiram no caminho e adentraram em Porto Alegre, onde o governador reassumiu o controle. O golpe estava vitorioso. Poppe de Figueiredo foi confirmado no comando interino do III Exército em 10 de abril.
Seguiram-se algumas operações finais. O tenente-coronel-aviador Alfeu Alcântara Monteiro, legalista, foi morto na Base Aérea de Canoas. Temendo consequências a 5ª Zona Aérea chamou o III Exército, que acorreu a Canoas e Gravataí com a 6ª Cia PE, 1ª Cia de Guardas, 1° Esqd do Regimento de Cavalaria Mecanizado e um pelotão do 6° Esqd de Reconhecimento. O 1º/19º RI montou operação de guerra na Refinaria Alberto Pasqualini, contra uma suposta concentração esquerdista fortemente armada, liderada até mesmo pelo próprio Brizola; não havia nada. A 6ª Cia PE constituiu um pelotão transferido pelo ar ao Passo dos Centuriões, em Herval, onde dividiu-se em uma “perna” apoiada por uma Esquadrilha de Ligação e Observação e outra por um helicóptero. Ali participou da caça aos que escapavam do país, entre eles, Brizola, que não foi pego. A busca de fugitivos e o “varrer o pátio” foram também empreendidos pela Brigada Militar. 10 “Batalhões Volantes” de 137 homens cada dirigiram-se a Cerro Largo e de lá dispersaram pela região, trabalhando na “conquista da população”.

### Citações
1. ↑  Pedrosa 2018, p. 96.
2. ↑  Pedrosa 2018, p. 279.
3. ↑  Pedrosa 2018, p. 145-146.
4. ↑  Pedrosa 2018, p. 181.
5. ↑  Pedrosa 2018, p. 163 e 278.
6. ↑  Pedrosa 2018, p. 141-145, 170 e 210-214.
7. ↑  Pinto 2015, p. 16-17.
8. ↑  Fico 2008, p. 75-76.
9. ↑  Faria 2013, p. 358.
10. 1 2  Zimmermann 2013, p. 92.
11. 1 2 3  Fico 2004, p. 54-55.
12. ↑  Muricy 1981, p. 518.
13. ↑  Pinto 2015, p. 20.
14. 1 2  Silva 2014b, p. 229.
15. ↑  Vieira 2007, p. 95-96.
16. ↑  Faria 2013, p. 350 e 358-359.
17. ↑  Fico 2008, p. 71.
18. 1 2  Silva 2014a, p. 379-380.
19. ↑  Abreu 2013, p. 131.
20. 1 2 3 4  Axt 2020, p. 324.
21. ↑  Fico 2008, p. 72.
22. 1 2  Fico 2008, p. 94-95.
23. 1 2  Dines et al. 1964, p. 118.
24. 1 2 3 4  Gaspari 2014.
25. ↑  Atassio 2007, p. 103.
26. ↑  Fico 2014, p. 48-50.
27. ↑  Sivla 2014b, p. 201.
28. ↑  Atassio 2007, p. 101.
29. ↑  Chirio 2012, p. 17.
30. ↑  Faria 2013, p. 324, 353 e 463.
31. ↑  Faria 2013, p. 329.
32. ↑  Faria 2013, p. 292.
33. 1 2  Silva 2014a, p. 275-276.
34. ↑  D'Aguiar 1976, p. 146.
35. 1 2  Silva 2014b, p. 204.
36. 1 2  Chagas 1985, p. 27.
37. ↑  Faria 2013, p. 391-392.
38. ↑  Faria 2013, p. 395.
39. ↑  Silva 2014a, p. 361.
40. ↑  Morel 1965, p. 106.
41. ↑  Faria 2013, p. 387-388.
42. ↑  Parucker 2006, p. 181.
43. 1 2  Ferreira & Gomes 2014, cap. 21.
44. ↑  Faria 2013, p. 354-355.
45. 1 2 3  Silva 2014a, p. 333-334.
46. ↑  Almeida 2017.
47. ↑  Ruiz 2018, p. 47.
48. ↑  Vieira 2007, p. 92.
49. ↑  Atassio 2007, p. 104.
50. 1 2  D'Aguiar 1976, p. 169.
51. ↑  Vieira 2007, p. 98.
52. ↑  D'Aguiar 1976, p. 129.
53. 1 2  Silva 2014a, p. 316.
54. 1 2  Pedrosa 2018, Apêndice 3.
55. 1 2  Faria 2013, p. 343.
56. ↑  D'Aguiar 1976, p. 177.
57. ↑  Zardo 2010, p. 42.
58. ↑  Faria 2013, p. 335-336.
59. ↑  Dutra 2004.
60. 1 2 3  D'Aguiar 1976, p. 173.
61. ↑  Lara 2019, p. 184-185.
62. ↑  Lara 2019, p. 115.
63. ↑  Faria 2013, p. 333.
64. 1 2  Faria 2013, p. 337.
65. ↑  Ruiz 2018, p. 15.
66. ↑  Faria 2013, p. 339-340 e 415.
67. ↑  Bento 1996, p. 14-15.
68. ↑  Vieira 2007, p. 93-96.
69. ↑  Vieira 2007, p. 101-104.
70. ↑  Faria 2013, p. 244.
71. ↑  Faria 2013, p. 314-315.
72. ↑  Skidmore 1982, p. 362.
73. ↑  Faria 2013, p. 342-343.
74. ↑  Mourão Filho 2011, p. 369.
75. ↑  Pinto 2015, p. 93-94.
76. ↑  D'Aguiar 1976, p. 131.
77. 1 2 3  Faria 2013, p. 433-434.
78. 1 2 3  Gaspari 2014, “O Exército acordou revolucionário”.
79. ↑  Faria 2013, p. 432.
80. 1 2  Ferreira & Gomes 2014, cap. 22.
81. ↑  Skidmore 1982, p. 364.
82. 1 2  Silva 2014a, p. 376-380.
83. 1 2  Inácio 2010, p. 64-66.
84. ↑  Axt 2020, p. 316-317.
85. ↑  D'Aguiar 1976, p. 178.
86. 1 2  Silva 2014a, p. 400-401.
87. ↑  Skidmore 1982, p. 357.
88. ↑  Faria 2013, p. 332-334.
89. ↑  Faria 2013, p. 366 e 379.
90. ↑  Conceição 2015, p. 82-84.
91. ↑  Morel 1965, p. 121.
92. 1 2 3 4 5  Villa 2014, "A situação é calma”.
93. ↑  Silva 2014a, p. 368.
94. 1 2 3 4 5  Diário de Pernambuco, 2 de abril de 1964.
95. ↑  Faria 2013, p. 437.
96. ↑  Petit & Cuéllar 2012.
97. ↑  Faria 2013, p. 401.
98. ↑  Silva 2014b, p. 175-180.
99. ↑  Silva 2014b, pp. 177-178.
100. ↑  MINAS GERAIS, Lei nº 3.173, de 19 de agosto de 1964. Fixa o efetivo da Polícia Militar para o exercício de 1965 e dá outras providências. Diário do Executivo, Belo Horizonte, p. 1, col. 2, microfilme 149.
101. ↑  «Galeria dos ex-Comandantes». Polícia Militar de Minas Gerais. Consultado em 21 de julho de 2020
102. ↑  Silva 2014b, p. 175-176.
103. 1 2 3 4  D'Aguiar 1976, p. 135.
104. ↑  Silva 2014b, p. 179.
105. ↑  Dulles 2014, p. 306-307.
106. 1 2  Correio da Manhã, 1 de abril de 1964.
107. ↑  Dines et al. 1964, p. 106-108.
108. ↑  Motta 2003, p. 260, Tomo 3.
109. ↑  Motta 2003, p. 263, Tomo 3.
110. ↑  Mourão Filho 2011, p. 468.
111. ↑  Dines et al. 1964, p. 108-109.
112. ↑  Silva 2014b, p. 179-180.
113. ↑  Pinto 2015, p. 118 e 128.
114. ↑  Motta 2003, p. 177-178, Tomo 3.
115. ↑  Silva 2014b, p. 177.
116. ↑  Pinto 2015, p. 119.
117. ↑  Mourão Filho 2011, p. 462.
118. ↑  Mourão Filho 2011, p. 389.
119. ↑  Pinto 2015, p. 118.
120. ↑  Silva 2014b, p. 183-184.
121. ↑  Motta 2003, p. 175-184, Tomo 3.
122. ↑  O Lince, abril de 1964.
123. 1 2 3  Gaspari 2014, “O Exército dormiu janguista”.
124. ↑  Silva 2014a, p. 365-366.
125. 1 2 3  D'Aguiar 1976, p. 136.
126. ↑  Ustra 2007, p. 90-91.
127. ↑  Chagas 1985, p. 21 e 38.
128. ↑  Silva 2014b, p. 203.
129. ↑  Silva 2014b, p. 187-188.
130. ↑  Muricy 1981, p. 534.
131. ↑  Muricy 1981, p. 536 e 547.
132. ↑  Chagas 1985, p. 37.
133. 1 2  Silva 2014a, p. 346-347.
134. ↑  Mourão Filho 2011, p. 390.
135. ↑  Motta 2003, p. 180-181 e 309.
136. ↑  Muricy 1981, p. 545-547.
137. 1 2 3 4  D'Aguiar 1976, p. 137.
138. ↑  Muricy 1981, p. 546.
139. ↑  D'Aguiar 1976, p. 136-137.
140. ↑  Mourão Filho 2011, p. 390-393.
141. ↑  Silva 2014b, p. 203-205.
142. ↑  Dulles 2014, p. 313.
143. ↑  Muricy 1981, p. 547-548.
144. ↑  Motta 2003, p. 144-146, Tomo 11.
145. ↑  Muricy 1981, p. 547-549.
146. ↑  Muricy 1981, p. 548.
147. ↑  Dines et al. 1964, p. 121.
148. ↑  Muricy 1981, p. 549-550.
149. 1 2  Silva 2014a, p. 366-367.
150. ↑  Dines et al. 1964, p. 121-122.
151. ↑  Motta 2003, p. 85, Tomo 3.
152. ↑  Muricy 1981, p. 549-553.
153. ↑  Silva 2014b, p. 209.
154. ↑  D'Aguiar 1976, p. 138.
155. ↑  Dines et al. 1964, p. 122.
156. ↑  Mourão Filho 2011, p. 467.
157. ↑  Motta 2003, p. 88, Tomo 3.
158. ↑  Chagas 1985, p. 41.
159. ↑  Pinto 2015, p. 120.
160. ↑  D'Aguiar 1976, p. 139.
161. ↑  Corrêa 1977, p. 32 e 34.
162. ↑  Corrêa 1977, p. 32.
163. ↑  Corrêa 1977, p. 46.
164. ↑  Corrêa 1977, p. 39-40.
165. ↑  Fico 2008, p. 98-101.
166. ↑  Almeida 2017, p. 311.
167. ↑  Almeida 2017, p. 150.
168. ↑  Silva 2014a, p. 329-331.
169. ↑  Neto 2014, "Na boca do lobo”.
170. ↑  Chagas 1985, p. 30.
171. ↑  D'Aguiar 1976, p. 144-156.
172. ↑  Silva 2014a, p. 381-385.
173. ↑  Almeida 2017, p. 148-150.
174. ↑  Silva 2014a, p. 375.
175. ↑  Silva 2014a, p. 352-354.
176. ↑  Chagas 1985, p. 46-47.
177. ↑  Chagas 1985, p. 31-32.
178. ↑  Silva 2014a, p. 317-319.
179. ↑  Silva 2014a, p. 346-350.
180. 1 2  Silva 2014a, p. 351-354.
181. ↑  Dulles 2014, p. 313-314.
182. 1 2  Motta 2003, p. 118-127, Tomo 14.
183. 1 2  Dines et al. 1964, p. 145-153.
184. 1 2  Chagas 1985, p. 42-44.
185. 1 2  Silva 2014a, p. 347.
186. ↑  Motta 2007, p. 258-261, Tomo 7.
187. ↑  Almeida 2018, p. 147-148.
188. ↑  Atassio 2007, p. 105-107.
189. ↑  Motta 2003, p. 202, Tomo 1.
190. ↑  Carneiro & Assis 2019.
191. ↑  Motta 2003, p. 38-41, Tomo 1.
192. ↑  Ustra 2007, p. 94 e 98-99.
193. ↑  Motta 2003, p. 200, Tomo 1.
194. 1 2  Chagas 1985, p. 43-44.
195. ↑  Pedrosa 2018, p. 146.
196. ↑  Atassio 2007, p. 106-107.
197. 1 2  Ustra 2007, p. 98-99.
198. ↑  Almeida 2018, p. 150-151.
199. ↑  Dines et al. 1964, p. 153-155.
200. ↑  Motta 2003, p. 121, Tomo 14.
201. ↑  Dines et al. 1964, p. 154.
202. ↑  Motta 2003, p. 260-261, Tomo 7.
203. 1 2 3  Silva 2014a, p. 350.
204. ↑  Silva 2014a, p. 378.
205. ↑  Fico 2008, p. 105.
206. 1 2 3  Dines et al. 1964, p. 273.
207. ↑  Silva 2014a, p. 377.
208. ↑  D'Aguiar 1976, p. 168-169.
209. ↑  Motta 2003, Tomo 5, p. 288-290, Tomo 7, p. 213-216 e Tomo 15, p. 263-264.
210. ↑  Motta 2003, p. 368-369, Tomo 8.
211. 1 2  Inácio 2010, p. 60-61.
212. ↑  Arakaki 2015, p. 133.
213. ↑  D'Aguiar 1976, p. 132.
214. 1 2  Silva 2014a, p. 380.
215. ↑  Ribeiro 2013, p. 205.
216. ↑  Inácio 2010, p. 64-65.
217. ↑  Faria 2013, p. 452.
218. ↑  Inácio 2010, p. 67.
219. ↑  D'Aguiar 1976, p. 170.
220. ↑  Motta 2003, Tomo 15, p. 263-266 e Tomo 5, p. 290-292.
221. 1 2 3 4 5  D'Aguiar 1976, p. 171-173.
222. ↑  Motta 2003, p. 261-266, Tomo 15.
223. ↑  Motta 2003, p. 367, Tomo 8.
224. ↑  Silva 2014b, p. 213.
225. ↑  Motta 2003, Tomo 15, p. 261-266, Tomo 5, p. 287-293 e Tomo 7, p. 213-217.
226. ↑  Silva 2014b, p. 189-193.
227. 1 2  «O Destacamento Caicó (GT/12)» (PDF). Jornal Inconfidência. 31 de março de 2021. p. 3. Consultado em 2 de dezembro de 2021
228. ↑  Motta 2003, p. 320, Tomo 11.
229. ↑  Motta 2003, p. 320, Tomo 3.
230. ↑  Motta 2003, p. 223-225, Tomo 3.
231. ↑  Motta 2003, Tomo 10, p. 320-326 e Tomo 14, p. 227-231.
232. ↑  Silva 2014a, p. 177.
233. ↑  Vieira 2007, p. 121.
234. 1 2  Pinto 2015, p. 124.
235. ↑  Dines et al. 1964, p. 145-149.
236. 1 2 3 4  Motta 2003, p. 50-54, Tomo 7.
237. ↑  Silva 2014a, p. 319-329.
238. ↑  Motta 2003, p. 227, Tomo 1.
239. ↑  Borba 2018, p. 296.
240. ↑  Motta 2003, p. 127, Tomo 14.
241. ↑  Faria 2013, p. 366.
242. ↑  D'Aguiar 1976, p. 174 e 176.
243. ↑  Faria 2013, p. 400-401.
244. ↑  Santos 2018, p. 46.
245. ↑  Silva 2014a, p. 369.
246. ↑  Faria 2013, p. 335.
247. 1 2 3  D'Aguiar 1976, p. 175.
248. ↑  Conceição 2015, p. 89-96.
249. 1 2  D'Aguiar 1976, p. 174.
250. ↑  Motta 2003, p. 286, Tomo 6.
251. ↑  Silva 2013, p. 57-59.
252. ↑  Motta 2003, p. 176, Tomo 6.
253. ↑  Silva 2014, p. 368.
254. ↑  Almeida 2017, p. 144.
255. ↑  Silva 2014, p. 370.
256. ↑  Lira 2011.
257. ↑  CEMV Dom Helder Câmara 2017, p. 143-144.
258. ↑  Lara 2019, p. 179-180.
259. ↑  Motta 2003, p. 181-182, Tomo 2, e p. 180-181, Tomo 6.
260. ↑  D'Aguiar 1976, p. 173-174.
261. ↑  Motta 2003, p. 72-73, Tomo 6.
262. ↑  Reis 2019, p. 218.
263. 1 2  Motta 2003, p. 254-255, Tomo 6.
264. ↑  D'Aguiar 1976, p. 173-176.
265. ↑  Motta 2003, p. 116-119, Tomo 6.
266. 1 2  Faria 2013, p. 365.
267. 1 2  Nunes 2011, p. 7-8.
268. ↑  D'Aguiar 1976, p. 176.
269. ↑  Sobrinho 1996.
270. ↑  Motta 2003, p. 124-125, Tomo 1.
271. ↑  Santos 2018, p. 45-46.
272. 1 2  Dutra 2004, p. 197-199.
273. 1 2  Faria 2013, p. 336.
274. ↑  Motta 2003, p. 112-113, Tomo 8.
275. ↑  D'Aguiar 1976, p. 179.
276. ↑  Motta 2003, p. 113, Tomo 8.
277. ↑  Motta 2003, p. 115, Tomo 8.
278. ↑  Dutra 2004, p. 197.
279. ↑  Motta 2003, p. 114-115, Tomo 8.
280. 1 2 3  Motta 2003, p. 122-123, Tomo 8.
281. 1 2 3 4 5 6 7 8  Motta 2003, p. 116-121, Tomo 8.
282. 1 2  Silva 2014a, p. 395.
283. 1 2 3 4 5  Axt 2020, p. 317.
284. ↑  Motta 2003, p. 119-120, Tomo 8.
285. ↑  Motta 2003, p. 298, Tomo 8.
286. ↑  Dines et al. 1964, p. 154-155.
287. ↑  Motta 2003, p. 348, Tomo 13.
288. ↑  Motta 2003, p. 59, Tomo 13.
289. 1 2  Motta 2003, p. 241-242, Tomo 8.
290. ↑  Motta 2003, p. 120, Tomo 8.
291. ↑  Motta 2003, p. 121-122, Tomo 14.
292. ↑  Motta 2003, p. 149, Tomo 12.
293. ↑  D'Aguiar 1976, p. 180.
294. ↑  Motta 2003, p. 121, Tomo 8.
295. ↑  Zanelatto, Trichês & Carola 2016, p. 206-207.
296. ↑  Faria 2013, p. 402-403.
297. ↑  Silva 2014a, p. 393-394.
298. ↑  Abreu 2013, p. 135-136.
299. ↑  Zardo 2010, p. 43-45.
300. ↑  Zardo 2010, p. 45-47 e 49-51.
301. ↑  Abreu 2013, p. 136.
302. ↑  Silva 2014a, p. 397.
303. ↑  Axt 2020, p. 321.
304. ↑  Axt 2020, p. 315-316.
305. ↑  Silva 2014a, p. 394-395.
306. ↑  Motta 2003, p. 135, Tomo 2.
307. ↑  Motta 2003, Tomo 2, p. 128-129, e Tomo 13, p. 32-33 e 59.
308. ↑  Motta 2003, p. 61, Tomo 13.
309. ↑  Berni 2013, p. 132.
310. ↑  Axt 2020, p. 315.
311. ↑  Axt 2020, p. 319-320.
312. ↑  Motta 2003, Tomo 8, p. 316-322, e Tomo 10, p. 52-54.
313. ↑  Motta 2003, p. 92-93, Tomo 13.
314. 1 2  Axt 2020, p. 320.
315. ↑  Motta 2003, Tomo 8, p. 138 e Tomo 13, p. 336.
316. ↑  Silva 2014a, p. 396.
317. ↑  Bento & Giorgis 2018, p. 119-120.
318. ↑  Motta 2003, Tomo 8, p. 206 e 348, e Tomo 15, p. 142.
319. ↑  Motta 2003, p. 285, Tomo 15.
320. 1 2  Motta 2003, p. 136, Tomo 2.
321. ↑  Motta 2003, p. 67 e 142, Tomo 13.
322. ↑  Motta 2003, Tomo 8, p. 66-81 e 200-206, e Tomo 15, p. 284-289.
323. ↑  Motta 2003, p. 165 e 168, Tomo 8.
324. ↑  Motta 2003, Tomo 2, p. 136, Tomo 8, p. 165 e 168 e Tomo 13, p. 272 e 275.
325. ↑  Calil 1977, p. 74.
326. 1 2  Motta 2003, Tomo 8, p. 158-171
327. ↑  Berni 2013, p. 131.
328. ↑  Motta 2003, Tomo 2, p. 128-131 e Tomo 13, p. 34-35, 56 e 65-66.
329. ↑  Motta 2003, p. 67-78, Tomo 13.
330. ↑  Zardo 2010, p. 49-53.
331. ↑  Axt 2020, p. 316.
332. ↑  Motta 2003, p. 70-71, Tomo 13.
333. 1 2  Bento & Giorgis 2018, p. 123-124.
334. ↑  Zardo 2010, p. 52-53.
335. ↑  Teleconference Between the Department of State and the Embassy in Brazil, April 2, 1964, 1500Z.
336. ↑  Castro 2016, p. 126-127.
337. ↑  Ferreira 2011, p. 509.
338. ↑  Motta 2003, p. 58, Tomo 14.
339. ↑  Dulles 2014, p. 330.
340. ↑  Motta 2003, p. 33 e 36, Tomo 13.
341. 1 2  Motta 2003, p. 69, 73 e 75, Tomo 13.
342. ↑  Motta 2003, p. 73-81, Tomo 8.
343. ↑  Motta 2003, p. 69, Tomo 13.
344. ↑  Motta 2003, p. 33, Tomo 13.
345. ↑  Silva 2014a, p. 364-373.
346. ↑  Motta 2003, p. 171 e 349, Tomo 8.
347. 1 2  Silva 2014a, p. 398-400.
348. 1 2  Abreu 2013.
349. 1 2  Jornal JÁ, 31 de março de 2020.
350. ↑  Motta 2003, p. 284-289, Tomo 15.
351. ↑  Zardo 2010, p. 54-55.
352. ↑  Bastos 1966, p. 6-7.
353. ↑  Motta 2003, p. 327-330, Tomo 8.
354. ↑  Motta 2003, p. 276-277, Tomo 8.
355. ↑  Padilha 2011.